# ونسان ون گوگ
ونسان وَن گُوگ یا وینسنت ویلم فان خوخ (به هلندی: Vincent Willem van Gogh) (زادهٔ ۳۰ مارس ۱۸۵۳ – درگذشتهٔ ۲۹ ژوئیهٔ ۱۸۹۰) نقاش پست‌امپرسیونیسم هلندی بود که کار او تأثیر گسترده‌ای بر هنر سده ۲۰ میلادی گذاشت. کارهای او شامل شب پر ستاره، تک‌چهره، خودنگاره، چشم‌انداز، طبیعت بی‌جان، سرو، کشتزار گندم و گل‌های آفتابگردان است. او از کودکی به نقاشی علاقه داشت ولی تا اواخر دههٔ دوم زندگی‌اش نقاشی نکرد. او بسیاری از کارهای مشهور خود را در دو سال آخر زندگی‌اش تکمیل کرد. وی در یک دهه بیش از ۲۱۰۰ کار هنری تولید کرد که شامل ۸۶۰ نقاشی رنگ روغن و بیش از ۱۳۰۰ نقاشی با آبرنگ، طراحی و چاپ می‌شود.

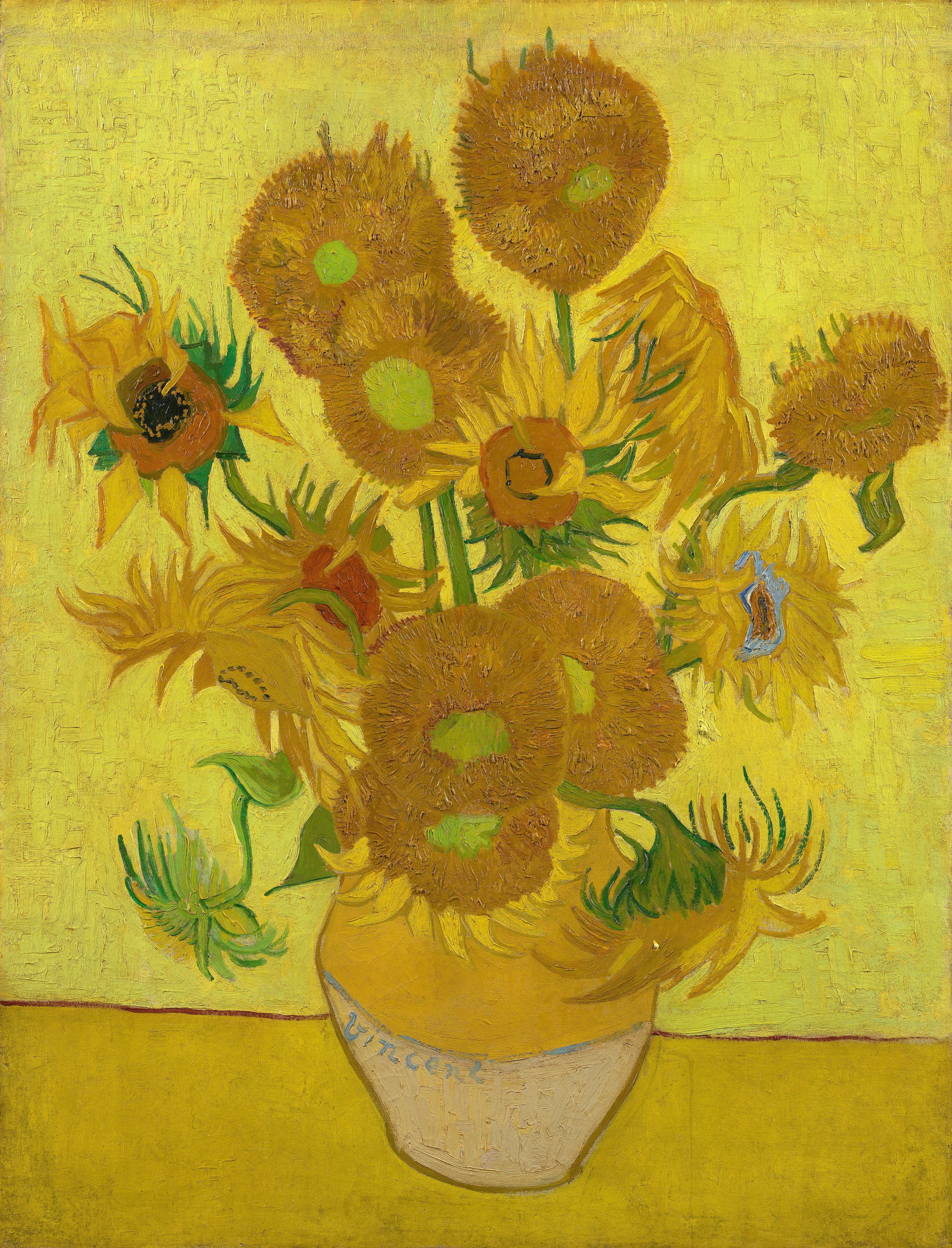
گل آفتابگردان (F.۴۵۸),تکرار نسخه ۴ (زمینه زرد), اوت ۱۸۸۹. موزه ون گوگ، آمستردام

ون گوگ در خانوادهٔ سطح متوسط به دنیا آمد و جوانی خود را به عنوان فروشنده آثار هنری گذراند. او پس از تدریس در آیزول‌وورث و رامس‌گیت انگلستان به لاهه، لندن و پاریس سفر کرد. او در جوانی عمیقاً مذهبی بود و آرزو داشت کشیش شود. از سال ۱۸۷۹ به عنوان مُبلغ مسیحی در میان کارگران زغال‌سنگ در بلژیک فعالیت کرد و در آنجا آغاز به کشیدن طرح‌هایی از مردم محلی نمود. در سال ۱۸۸۵ سیب‌زمینی‌خورها که نخستین کار مهم او شناخته می‌شود را کشید. در مارس ۱۸۸۶ به پاریس رفته و با امپرسیونیسم فرانسوی آشنا شد. بعدها به جنوب فرانسه رفت و تحت تأثیر نور آفتاب شدید آنجا قرار گرفت. هرچند او در زمان حیاتش در گمنامی به‌سر می‌برد و در تمام طول عمر خود تنها یک تابلو نقاشی به نام تاکستان سرخ و چند طراحی از خود را فروخت. اما اکنون به‌عنوان یکی از تأثیرگذارترین نقاشان سده ۱۹ (میلادی) در جهان شناخته می‌شود. ون گوگ شیفته نقاشی از مردم طبقهٔ کارگر مانند تابلوی سیب‌زمینی‌خورها، کافه‌های شبانه مانند تراس کافه در شب، مناظر طبیعی فرانسه، گل‌های آفتابگردان، شب پر ستاره و خودنگاره بود. وی در اواخر عمر به شدت از بیماری روانی اختلال دوقطبی و فشار روحی رنج می‌برد.
هنوز در مورد نحوه مرگ ونسان تردید وجود دارد، برخی معتقدند او خودکشی کرده و برخی دیگر یقین بر کشته شدن وی دارند.

## زندگی

### کودکی و جوانی (۱۸۵۳–۱۸۸۰)
ونسان ون گوگ در ۳۰ مارس ۱۸۵۳ در زوندِرت روستایی نزدیک شهر بردا در استان برابانت شمالی هلند نزدیک مرز بلژیک زاده شد. او بزرگ‌ترین فرزند زنده‌ماندهٔ آنا کورنلیا کاربنتوس و تئودوروس ون گوگ بود. پدر و پدربزرگ او کشیش و سه تا از عموهایش فروشنده آثار نقاشی بودند. نام پدربزرگ و عموی او نیز ونسان بود که ون گوگ به او «عمو کِنت» می‌گفت. همچنین ونسان نام برادر بزرگ‌تر وی و فرزند نخست خانواده بود که چندی پس از تولد و یک سال پیش از تولد ونسان درگذشته بود. برادر محبوب و حامی‌اش تئودوروس ون گوگ، ملقب به تئو، چهار سال پس از ونسان در ۱ مه ۱۸۵۷ به دنیا آمد. سپس خانواده ون گوگ دارای چهار فرزند دیگر، یک پسر به نام کور و سه دختر به نام‌های آنا، الیزابت و ویل شد. ونسان اغلب، کودک ساکت و آرامی بود.
در سال ۱۸۶۰ (میلادی) وارد دبستان روستای زوندرت شد جایی که یک کشیش کاتولیک به ۲۳۰۰ دانش‌آموز درس می‌داد. از سال ۱۸۶۱ یک معلم خصوصی، به او و خواهرش ویل درس می‌داد تا اینکه در سال ۱۸۶۴ به یک مدرسه شبانه‌روزی به نام سنت پرولی در زونبرگ رفت. دوری از خانواده او را افسرده می‌کرد و این مسئله را در بزرگسالی نیز عنوان کرد. در سال ۱۸۶۶ به یک دبیرستان به نام ویلن کلس در تلبوری رفت و در آنجا تحت نظر کنستانتین هایزمن، که در پاریس به موفقیت‌هایی رسیده بود، اصول نخستین طراحی را آموخت.
در سال ۱۸۶۸ ونسان ناگهان به خانه بازگشت؛ بعدها در نامه‌ای به تئو، سال‌های نخستین خود را این‌گونه توصیف کرد: «دوران جوانی من تیره و سرد و بی‌حاصل بود».

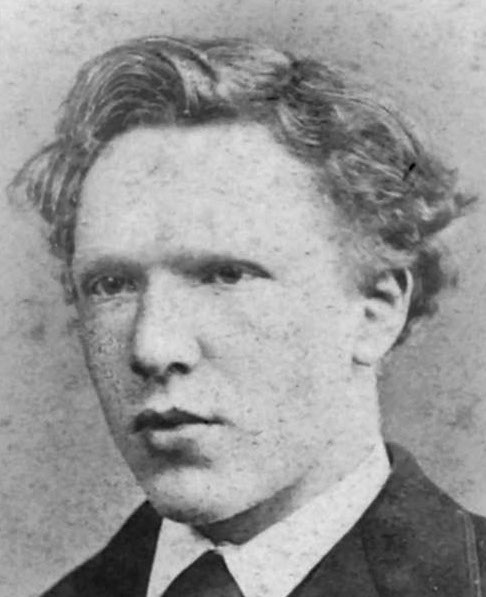
ونسان در ۱۸ سالگی، بین ۱۸۷۱ و ۱۸۷۲. او در این زمان در یکی از شعبه‌های شرکت گوپیل و شرکا در لاهه کار می‌کرد.

ونسان در سال ۱۸۶۹ (میلادی) نزد عمویش ونسان در یکی از شعبه‌های بنگاه خرید و فروش آثار هنری به نام گوپیل و شرکا در لاهه مشغول به کار شد و سپس در سال ۱۸۷۳ از طرف عمویش به لندن فرستاده شد. این، دوران خوبی برای ونسان بود و در بیست سالگی از پدرش بیشتر پول درمی‌آورد. در همین دوران او عاشق دختر صاحب‌خانه‌اش آگنی لویر شد ولی از وی جواب رد شنید. ونسان به تدریج گوشه‌نشین شد و به دین روی آورد. پدر و عمویش او را به پاریس فرستادند. در آن‌جا ونسان از اینکه با هنر مانند یک کالای مصرفی برخورد کند پشیمان شد و این روحیه را به مشتریان نیز منتقل کرد تا این‌که در سال ۱۸۷۶ از کار اخراج شد.
اعتقاد مذهبی او به تدریج شدیدتر شد تا آنجا که به انگلستان بازگشت و در یک مدرسه به صورت داوطلبانه و بدون دستمزد به تدریس مشغول شد. او تصور می‌کرد در مسیر درست زندگی قرار گرفته است. این مدرسه در بندر رامس گیت قرار داشت و این فرصتی بود تا ونسان چند طرح از مناظر آن‌جا بکشد. ونسان، به مدت ۱۵ ماه در رشته علوم دینی در آمستردام تحصیل کرد. او پس از ترک تحصیل و پرداختن به نقاشی، سال‌ها پس از این دوران به‌عنوان «وحشتناک‌ترین دوران زندگی» اش نام برد.
مدتی بعد جای مدرسه عوض شد و ونسان هم به خانه بازگشت و شش ماه را در یک کتاب‌فروشی به کار مشغول بود؛ ولی این کار وی را راضی نمی‌کرد و وی بیشتر وقت خود را در اتاق پشت مغازه به طراحی و برگردان انجیل به زبان‌های انگلیسی، فرانسوی و آلمانی می‌گذراند. در این دوران به گواهی هم اتاقی‌اش گورلیتز که آموزگاری جوان بود به شدت صرفه‌جو بود و از مصرف گوشت پرهیز می‌کرد.
در سال ۱۸۷۷ وی تصمیم داشت روحانی شود و تحصیل الهیات را در دانشگاه ادامه دهد؛ بنابراین خانواده‌اش او را به آمستردام و نزد دیگر عمویش جان که یک فرمانده نیروی دریایی بود فرستادند؛ ولی وی از تحصیل الهیات ناکام ماند و آن‌جا را ترک کرد.
ونسان مدتی در انگلستان و نیز در میان کارگران معادن زغال سنگ شهر بوریناژ واقع در بلژیک به عنوان مبلغ دین مسیحی فعالیت کرد.

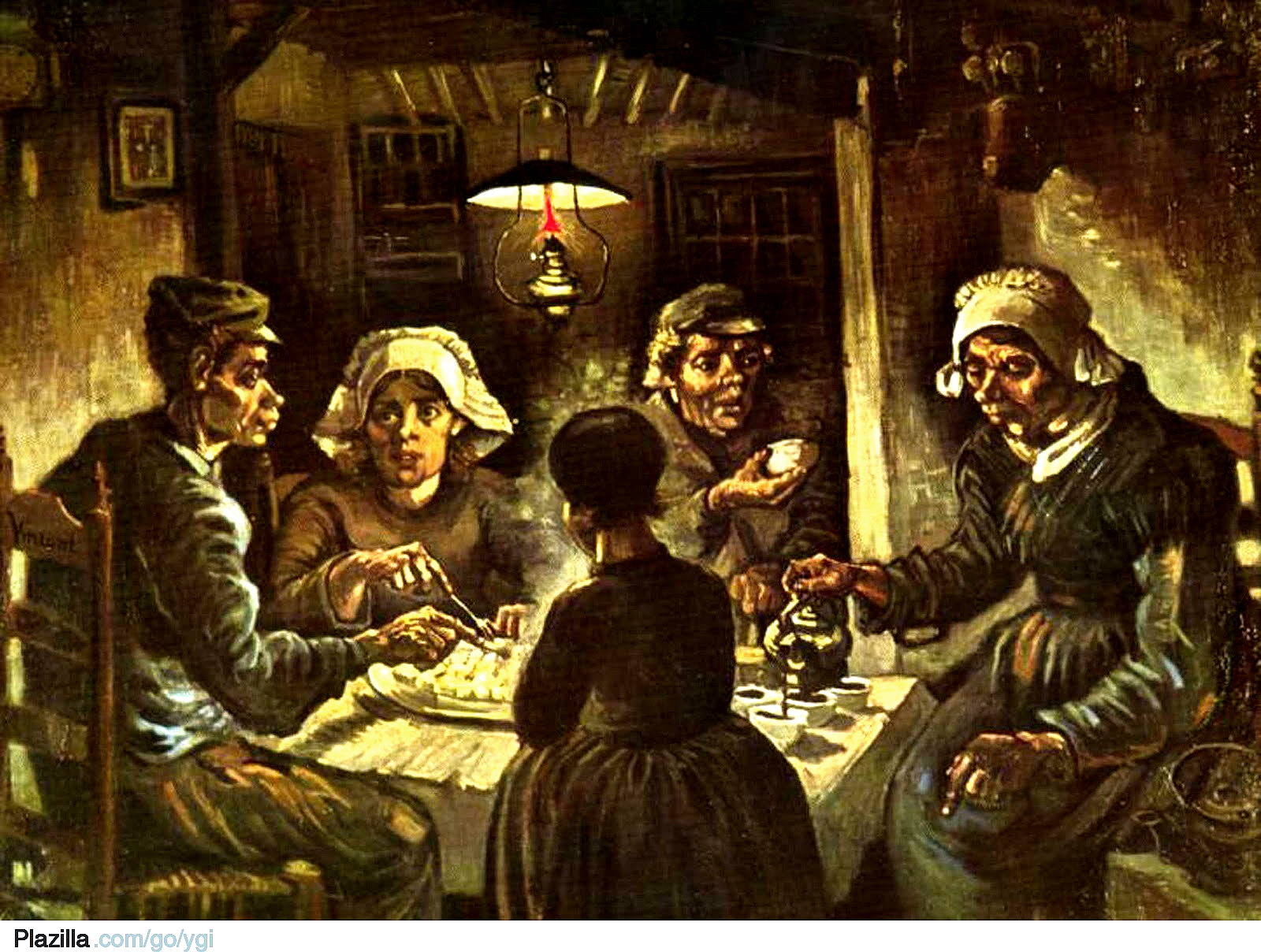
سیب‌زمینی‌خورها، رنگ روغن، ۱۸۸۵

### زندگی هنری (۱۸۸۰–۱۸۹۰)
ونسان ون گوگ فعالیت هنری خود را به عنوان طراح و نقاش از سال ۱۸۸۰ (میلادی) و در ۲۷ سالگی آغاز کرد. وی پس از مواجهه با آثار ژان فرانسوا میله عمیقاً تحت تأثیر نقاشی‌های او و پیام اجتماعی آنها قرار گرفت و در همین زمان بود که طراحی را به‌صورت جدی و حرفه‌ای آغاز کرد. از آنجا که ون گوگ در ۳۷ سالگی درگذشت، تمامی آثارش را در ۱۰ سال پایانی عمر خویش آفرید که شامل بیش از ۹۰۰ نقاشی، بیش از ۱۱۰۰ طراحی و ۱۰ چاپ می‌شود. برخی از پرآوازه‌ترین آنها در ۲ سال پایانی عمرش کشیده شده‌اند.
ون گوگ در ابتدا که تحت تأثیر نقاشی‌های هلندی بود از رنگ‌های تیره و اندوه‌ناک استفاده می‌کرد تا اینکه برادر جوان‌ترش تئو که به خرید و فروش تابلوهای نقاشی اشتغال داشت بعدها باعث آشنایی او با نقاشان امپرسیونیسم شد. آشنایی وی با جنبش‌های امپرسیونیسم و پست‌امپرسیونیسم در پاریس پیشرفت هنری او را سرعت بخشید.
ون گوگ شیفته نقاشی از کافه‌های شبانه، مردم طبقهٔ کارگر، مناظر طبیعی فرانسه و گل‌های آفتاب‌گردان بود. مجموعهٔ گل‌های آفتابگردان او که از سرشناس‌ترین نقاشی‌هایش به‌شمار می‌آیند شامل ۱۱ اثر است. خودنگاره‌ها و شب‌های پرستارهٔ وی از دیگر نقاشی‌های برجستهٔ او به‌شمار می‌آیند.

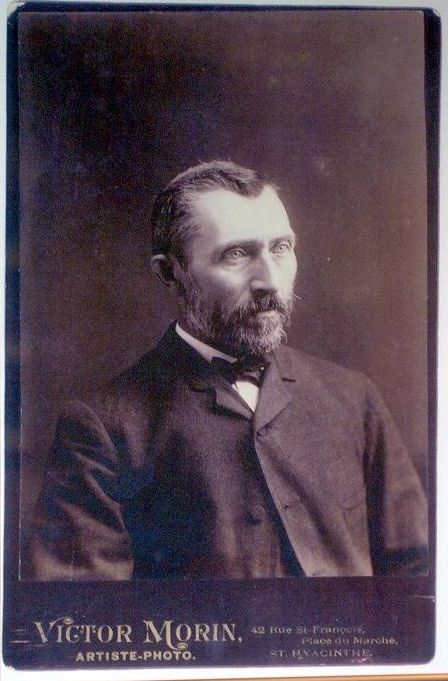
ونسان ون گوگ ۱۸۸۶

او دوست داشت تابلوهایش تأثیر مستقیم و قوی اوکی‌یوئههای ژاپنی را داشته باشند که آنها را بسیار ستایش می‌کرد. آرزو داشت هنر صاف و ساده‌ای بیافریند که نه تنها هنرشناسان متمول را تحت تأثیر قرار دهد، بلکه مایهٔ شگفتی و آرامش همه انسان‌ها باشد. گفته می‌شود که «گندم‌زار با کلاغ‌ها» آخرین اثر ون گوگ است اما در مورد آن اختلاف نظر وجود دارد.

### بریدن گوش چپ
وَنسان وَن گوگ که از بیماری روانی رنج می‌برد، در دسامبر ۱۸۸۸ گوش چپ خود را با تیغ سلمانی برید. دربارهٔ اصل ماجرا تردیدی وجود ندارد و خود نقاش هم در دو خودنگاره تصویرش را با گوش باند پیچی شده کشیده است. ون گوگ تا روز ۲۳ دسامبر دو گوش درست داشت، اما روز بعد که او را در بستر غرق خون یافتند، جای گوش چپ او خالی بود و به یاد نمی‌آورد چه بلایی به سرش آمده است. دربارهٔ چگونگی ماجرا حرف و حدیث زیاد است و دو گمان بر سر زبان‌ها است:
نخست: ون گوگ، که در اوایل سال ۱۸۸۸ به توصیه برادر کوچک و مهربانش تئو به شهر آرل در جنوب فرانسه کوچ کرده بود چند ماه بعد به ناراحتی روحی و افسردگی شدید دچار شد؛ او در کابوسهای ترسناک و هذیان‌آلود دست و پا می‌زد و به حالت روان‌پریشی نزدیک می‌شد. هنرمند رنجور و حساس که از مدتی پیش در گوش چپ خود صداهایی تحمل‌ناپذیر می‌شنید تصمیم گرفت با اقدامی قطعی، خود را از شر گوشش راحت کند.
دوم: روایت دیگر این است که ون گوگ به یک زن روسپی به نام راشل دلبسته بود و چون مال و منالی نداشت تا به او بدهد، به دلبر خود قول داده بود که به او یک «هدیه گرانبها» تقدیم کند و آن، گوش خودش بود. برای این روایت، گواه واقعی وجود دارد زیرا راشل واقعاً گوش بریده را دریافت کرد.

### مرگ (۱۸۹۰)
ون گوگ در آخرین سال زندگی خود (۱۸۹۰) به دکتر گاشه روان‌شناسی که کامی پیسارو به او معرفی کرده بود، مراجعه کرد. نخستین برداشت ون گوگ از گاشه که چهره‌اش را نیز کشیده است این بود که دکتر از خودش، بیمارتر است.
روز به روز فرورفتگی و افسردگی ون گوگ عمیق‌تر می‌شد با این حال او در ۲ ماه پایانی عمرش ۹۰ نقاشی برجای گذاشت. ونسان ون گوگ در ۲۹ ژوئیه ۱۸۹۰ در سن ۳۷ سالگی در اثر شلیک گلوله به شکمش زخمی شد و روز بعد در مهمان‌سرای رَوو درگذشت. ونسان آخرین احساسش را به برادر خود که پیش از مرگش بر بالین وی آمده بود این‌گونه بیان کرد: «غم برای همیشه باقی خواهد ماند». شش ماه بعد تئو نیز درگذشت.

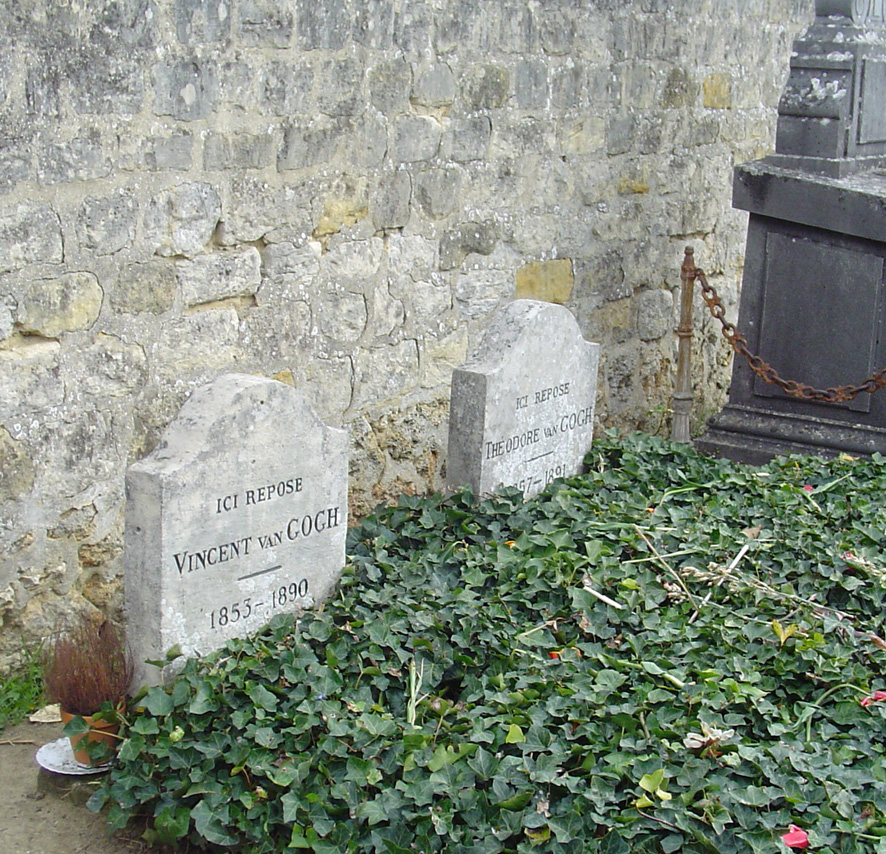
مقبره ونسان ون گوگ و برادرش تئو

### تردید در خودکشی
بر پایه باور بیشتر مردم، وی خودکشی کرده است؛ ولی بر پایه برخی گفته‌ها، مرگ وی در اثر شلیک گلوله از یک تفنگ معیوب توسط دو نوجوان مست صورت گرفته است و وی بعداً تصمیم گرفت که برای حفاظت از آنها، مسئولیت واقعه را بر عهده بگیرد. پژوهشگران معتقدند که گلوله با زاویه و نه به‌طور مستقیم به قسمت فوقانی شکم ون گوگ اصابت کرده است. در حالی که در صورت خودکشی انتظار می‌رود گلوله به‌طور مستقیم به فرد اصابت کند.
پژوهشگران بر پایه شواهد و نامه‌های به‌دست‌آمده معتقدند که ون‌گوگ نیت خودکشی نداشته اما زمانی که با مرگ یا خطر آن مواجه شد، خود را تسلیم مرگ کرده است.
در سال ۱۹۶۵ یک کشاورز، تفنگی را که ون گوگ با آن خودکشی کرد در مزرعه گندمی که ون‌گوگ برای نقاشی به آن می‌رفت در نزدیکی دهکده اُوِر سور آواز پیدا کرد. با اینکه قدمت این تپانچه تقریباً و کالیبر گلوله‌های آن شبیه همان گلوله‌هایی است که ونسان ون‌گوگ خود را با آن کشت اما دربارهٔ اصالت این تفنگ، تردیدهای اساسی وجود دارد.

## نامه‌ها

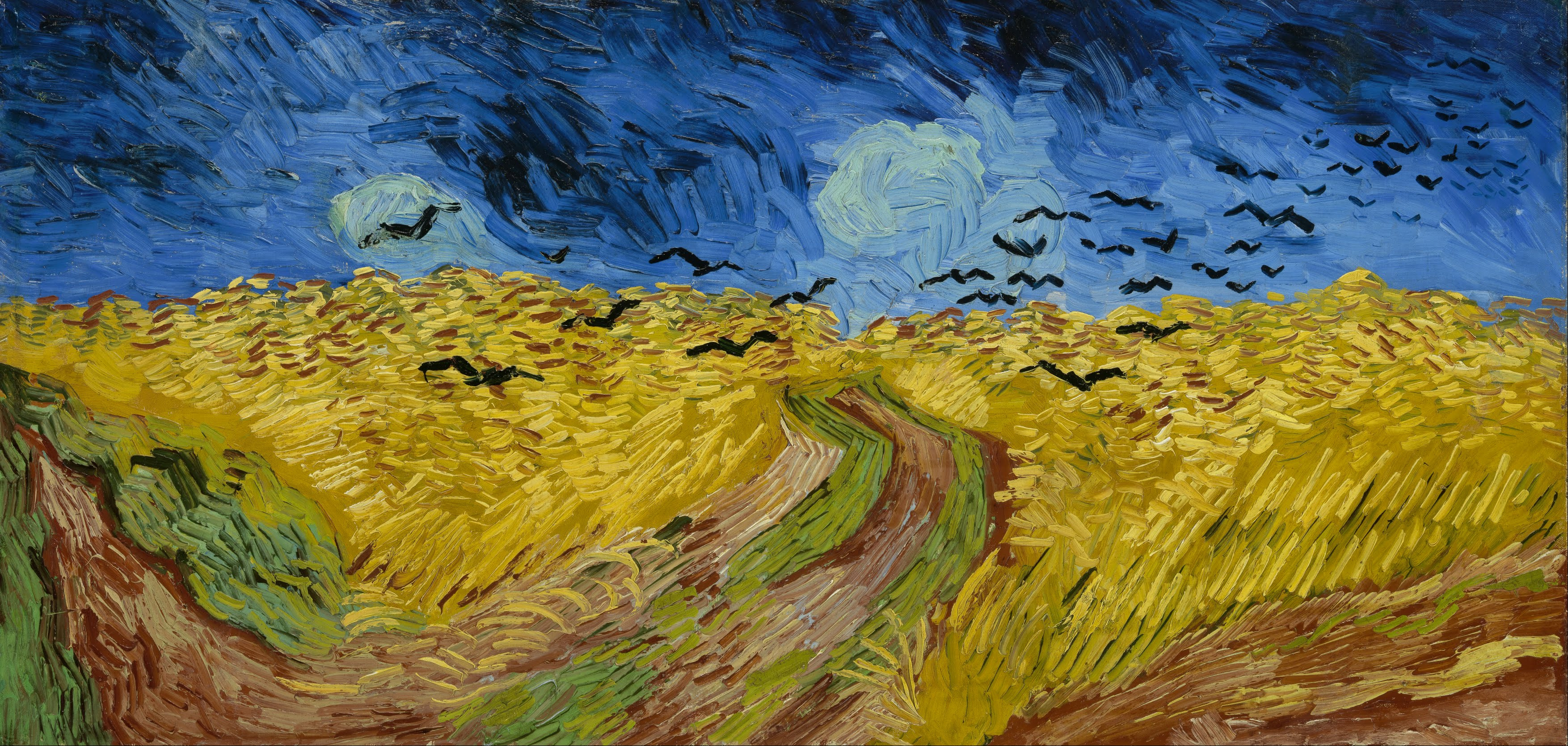
مزرعه گندم با کلاغها, ۱۸۹۰. ون‌گوگ، موزه آمستردام

جامع‌ترین منبع اصلی برای درک ون گوگ به عنوان یک هنرمند و به عنوان یک انسان مجموعه‌ای از نامه‌های بین او و برادر کوچکترش تئودوروس ون گوگ است. آن نامه‌ها پایه همه دانش ما دربارهٔ افکار و عقاید ون گوگ هستند. تئو از نظر مالی و احساسی حامی ون گوگ بود. بیشتر آنچه به عنوان افکار و عقاید هنری ونسان شناخته شده است، در صدها نامه فرستاده‌شده بین آنها بین سال‌های ۱۸۷۲ تا ۱۸۹۰ ثبت شده است. بیش از ۶۵۰ نامه از ونسان به تئو و حدود ۴۰ نامه از تئو به ونسان باقی مانده‌اند.
گرچه بسیاری از نامه‌ها تاریخ ندارند، تاریخدانان هنری می‌توانند ترتیب زمانی آنها را تعیین کنند. البته مشکلاتی هم، به ویژه برای مشخص‌کردن تاریخ نامه‌های فرستاده شده از آرل، وجود دارد. گرچه مشخص است که در این دوره ونسان حدود ۲۰۰ نامه به زبان‌های هلندی، فرانسه و انگلیسی به دوستانش نوشت. تجزیه و تحلیل دوران زندگی ونسان در پاریس سخت‌ترین دوره است. چون دو برادر با هم زندگی می‌کردند و نیازی به مکاتبه نداشتند.

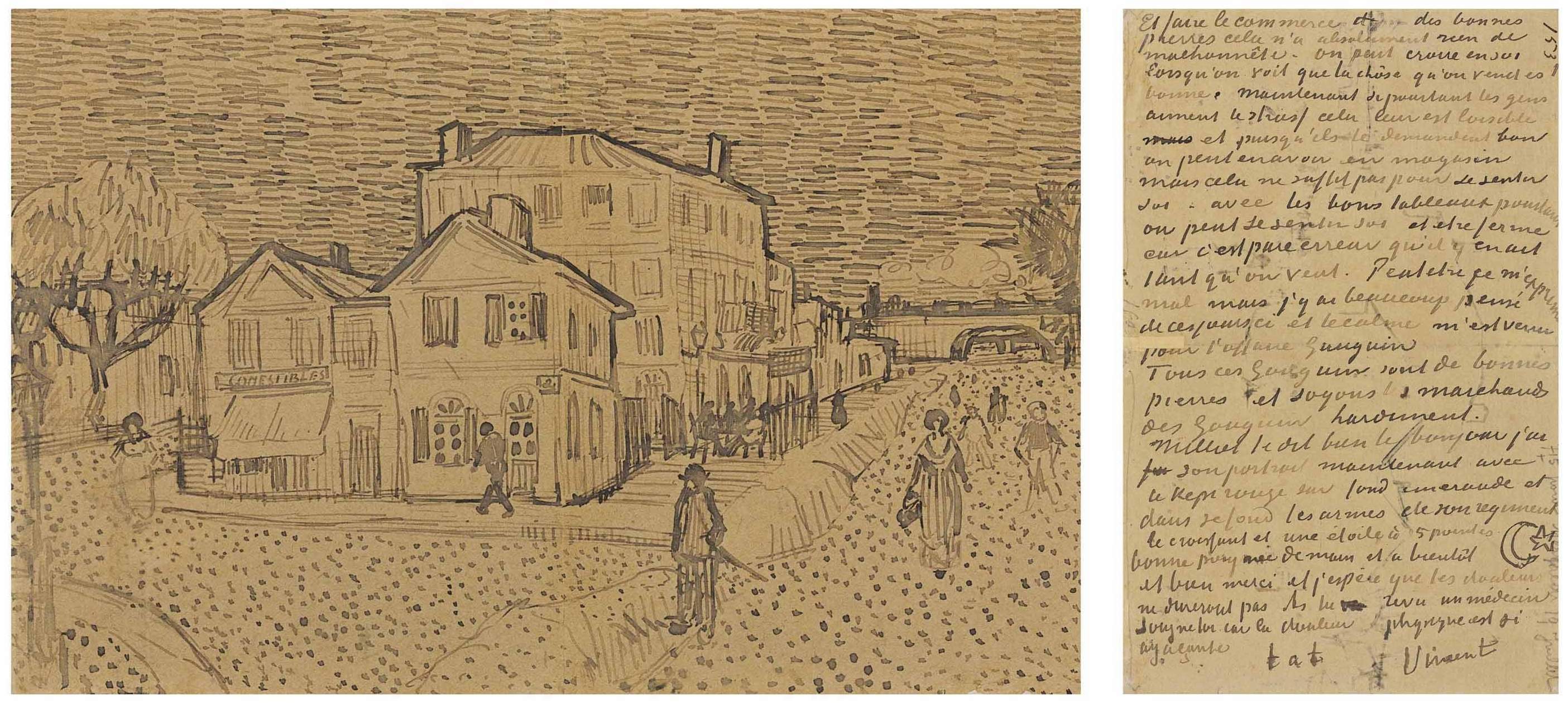
خانه زرد، آرل، ۲۹ سپتامبر ۱۸۸۸ (نامه ۶۹۱ به تئو ون گوگ).

ونسان در انزوای خودخواسته‌اش در آرل، همه اندیشه‌ها و امیدهایش را در نامه‌هایی به تئو، که به صورت خاطره‌نگاری‌های روزانه درآمده بود می‌نوشت. در این نامه‌ها رسالتی که نقاش در خود احساس می‌کرده، تلاش‌ها و کام‌یابی‌ها، تنهایی غم‌بار و آرزوی داشتن هم‌صحبتی همدل به خوبی آشکار است.
در یکی از نامه‌هایش به تئو می‌نویسد: «ایده تازه‌ای در سرم بود و این پیش‌طرحی از آن است. این بار موضوع تابلو همان اتاق خواب خودم است، اتاقی که در آن فقط رنگ است که اهمیت دارد؛ و ضمن آن که با سادگی و یک‌دستی خود شکوهی به اشیاء داده است، نشان می‌دهد که این اتاق چیزی جز محل خواب و استراحت نیست. خلاصه بگویم، نگاه‌کردن به این تابلو باید موجب استراحت فکر و بیش از آن آسودگی خیال شود.»
علاوه بر نامه‌های ونسان به تئو، نامه‌هایی به آنتون فان راپارد ،امیل برنار، خواهرش ویل و دیگران نیز به‌جا مانده‌اند. این مجموعه، نخستین‌بار در سال ۱۹۱۴ (میلادی) توسط همسر برادرش یوهانا ون گوگ-بونگر در سه جلد به چاپ رسید و بعدها گفت آن را با ترس منتشر کرده است چون نمی‌خواست کارهای هنرمند در سایه زندگی‌اش قرار بگیرند. ون گوگ خود از خوانندگان علاقه‌مند زندگی‌نامه هنرمندان دیگر بود و انتظار داشت زندگی آنها مطابق شخصیت هنری آنها باشد.

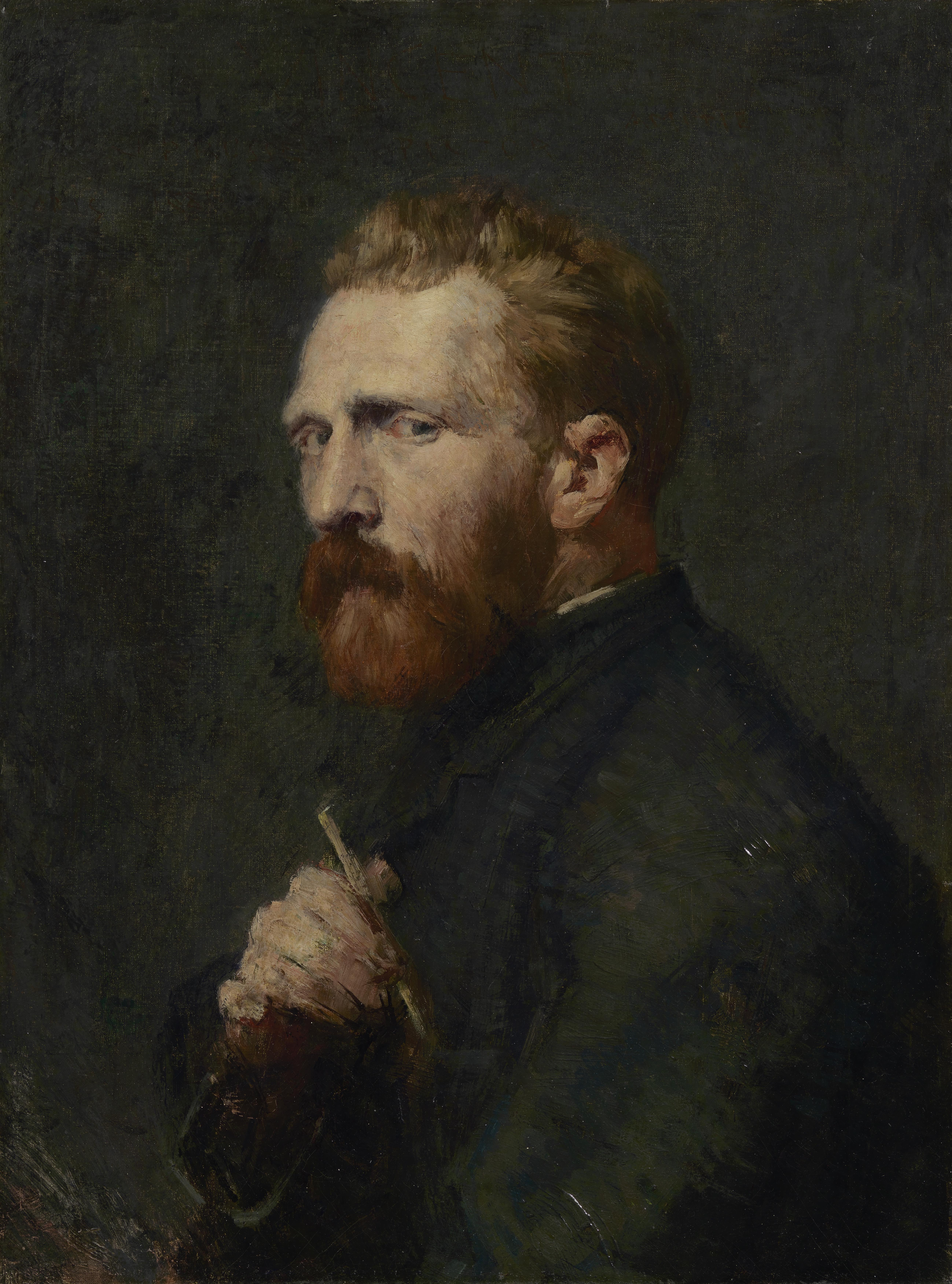
پرتره ونسان ون گوگ اثر جان پیتر راسل که در سال ۱۸۸۶ کشیده شده است، هم‌اکنون این نقاشی در موزه ون گوگ، آمستردام نگهداری می‌شود.

## تئودوروس ون گوگ

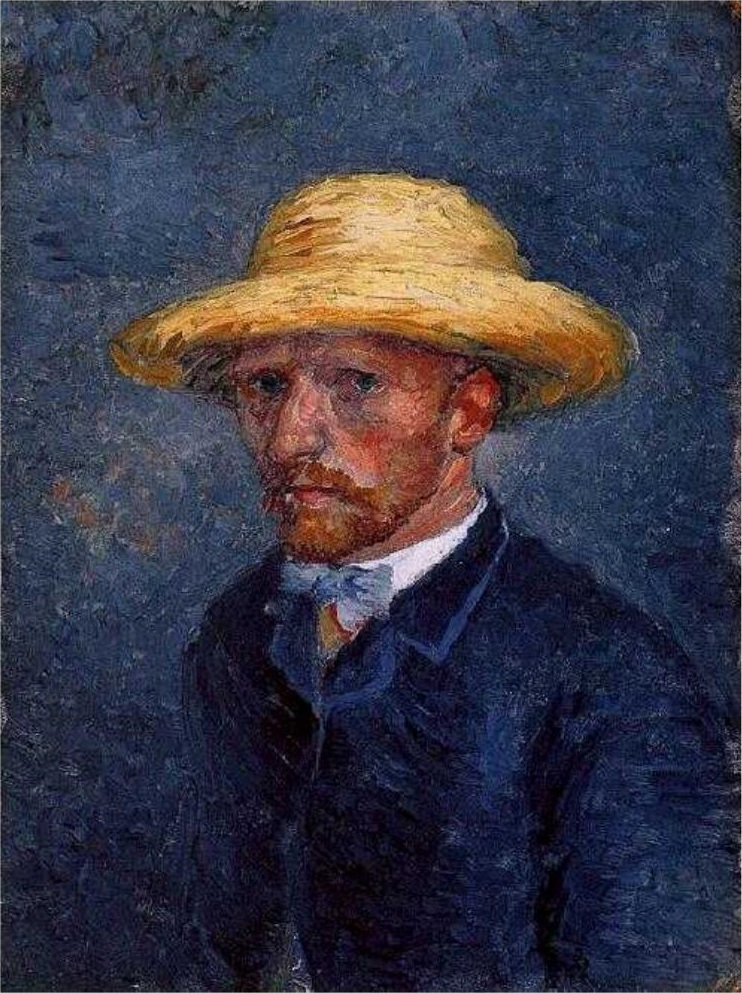
چهره تئو ون گوگ، ۱۸۸۷. پیش از این تصور می‌شد این یک خودنگاره از ونسان باشد ولی تحقیقاتی در سال ۲۰۱۱ نشان داده است که این چهره تئو است.

برادر نزدیک و پشتیبان همیشگی ونسان، تئودوروس ون گوگ ملقب به تئو چهار سال پس از ونسان در ۱ مه ۱۸۵۷ زاده شد. کار او فروش تابلوهای نقاشی بود و باعث آشنایی ونسان با نقاشان پست‌امپرسیونیسم شد. تئو حتی زمانی که خود تنگ‌دست بود مخارج ونسان را می‌پرداخت و در ازای آن ونسان تابلوهایش را برای او می‌فرستاد. او مخارج سفر ونسان به ارل در جنوب فرانسه و اقامتش در آن شهر را از درآمد خود پرداخت. ونسان امیدوار بود بتواند چند سال در آن‌جا با خیال آسوده کار کند تا سرانجام روزی با فروش تابلوهایش زحمات برادرش را جبران کند. البته این آرزوی ونسان هیچ‌گاه برآورده نشد.
تئودوروس همیشه با ونسان رابطهٔ بسیار صمیمی‌ای داشت و نامه‌های بسیاری به یکدیگر می‌نوشتند. تئو در واقع تنها فردی بود که در زمان حیات ونسان او و نقاشی‌هایش را عمیقاً درک می‌کرد. او همچنین تنها کسی بود که هنگام مرگ ونسان در کنارش بود و هر کاری که از دستش برمی‌آمد برای نجات زندگی او انجام داد. تئو شش ماه پس از مرگ ونسان، در سن ۳۳ سالگی درگذشت.

## آثار ون گوگ
- رنگ روغن: ۸۶۰ عدد[۳۲]
- آب‌رنگ: ۱۵۰ عدد
- طراحی: ۱۰۳۹ عدد
- پیش‌طرح ضمیمه نامه: ۱۳۳ عدد
- چاپ: ۱۰ عدد (شامل ۹ چاپ سنگی و ۱ چاپ فلزی)[۲]
- نامه‌ها (نوشته شده توسط ونسان ون گوگ): ۸۲۰ عدد[۳۳]

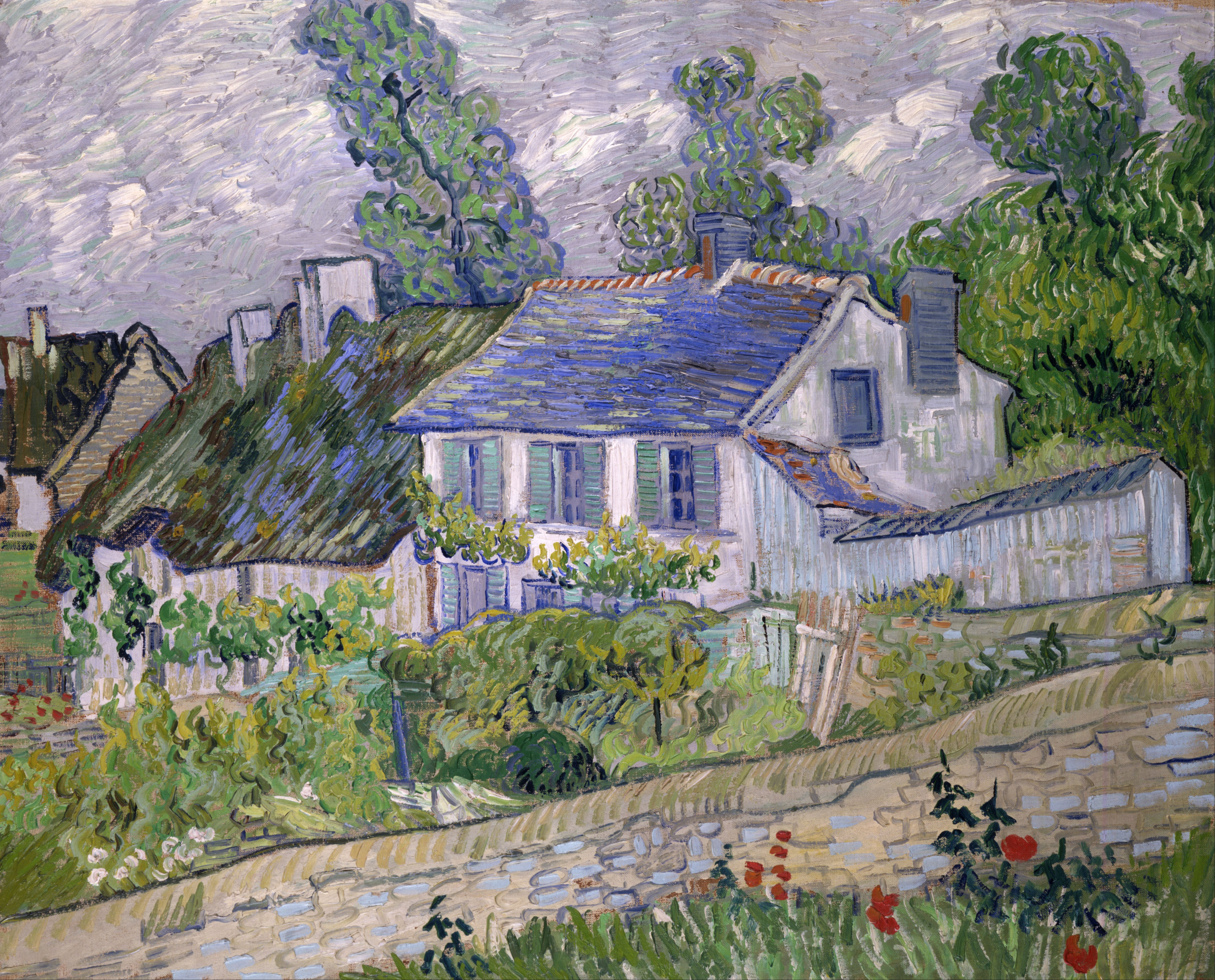
نقاشی خانه‌ای در اور؛ او این نقاشی را در ژوئن ۱۸۹۰ خلق کرده است. هم‌اکنون این نگاره در موزهٔ هنر تولیدو، اوهایو است.

## آثار دربارهٔ ون گوگ
کتاب‌ها و فیلم‌های داستانی و مستندهای زیادی دربارهٔ ون گوگ و آثارش نوشته و ساخته شده است. از جمله:
- کتاب شور زندگی نوشته ایروینگ استون، نویسندهٔ اهل ایالات متحده آمریکا و فیلمی اقتباسی با همین نام که در سال فیلم ۱۹۵۶ توسط وینسنت مینلی و با بازی کرک داگلاس و آنتونی کوئین ساخته شد.[۳۴]
- فیلمی با نام دوستدار تو، ونسان که در سال ۲۰۱۷ به کارگردانی و نویسندگی دوروتا کوبیلا و هیو ولچمن ساخته شده است که تماماً به سبک نقاشی ون گوگ بوده و روایت یک سال پس از مرگ وی است.[۳۵]
- کتاب زندگی‌نامه و نقد و تحلیل کارهای وی با نام ونسان ون‌گوگ، نوشتهٔ هربرت فرانک، که به زبان فارسی نیز توسط محمود رامبد برگردان شده و از سوی انتشارات هرمس به چاپ رسیده است.[۳۶]
- فیلم بر دروازه ابدیت که در سال ۲۰۱۸ به کارگردانی جولیان اشنابل و با بازی ویلم دفو در نقش ون گوگ ساخته شد که به روزهای پایانی زندگی ونسان ون گوگ، در شهر آرل فرانسه می‌پردازد. عنوان این فیلم برگرفته شده از نقاشی رنگ روغنی است که ون گوگ زمانی که در جنوب فرانسه به سر می‌برد، حدود دو ماه پیش از درگذشتش آن را کشیده بود.[۳۷]

## نگارخانه

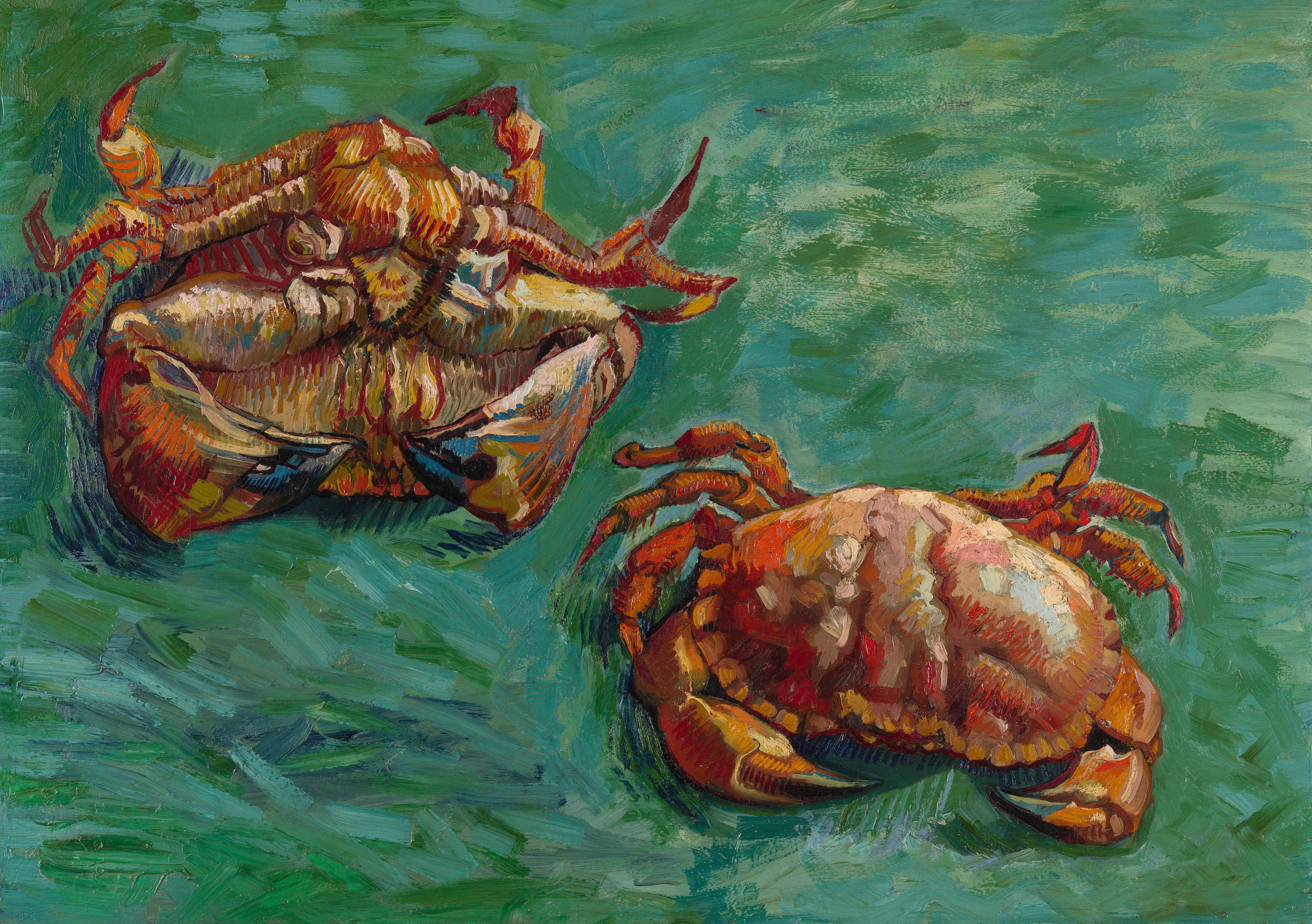
دو خرچنگ ۱۸۸۹ م. مجموعهٔ خصوصی (در عاریت نگارخانه ملی لندن)
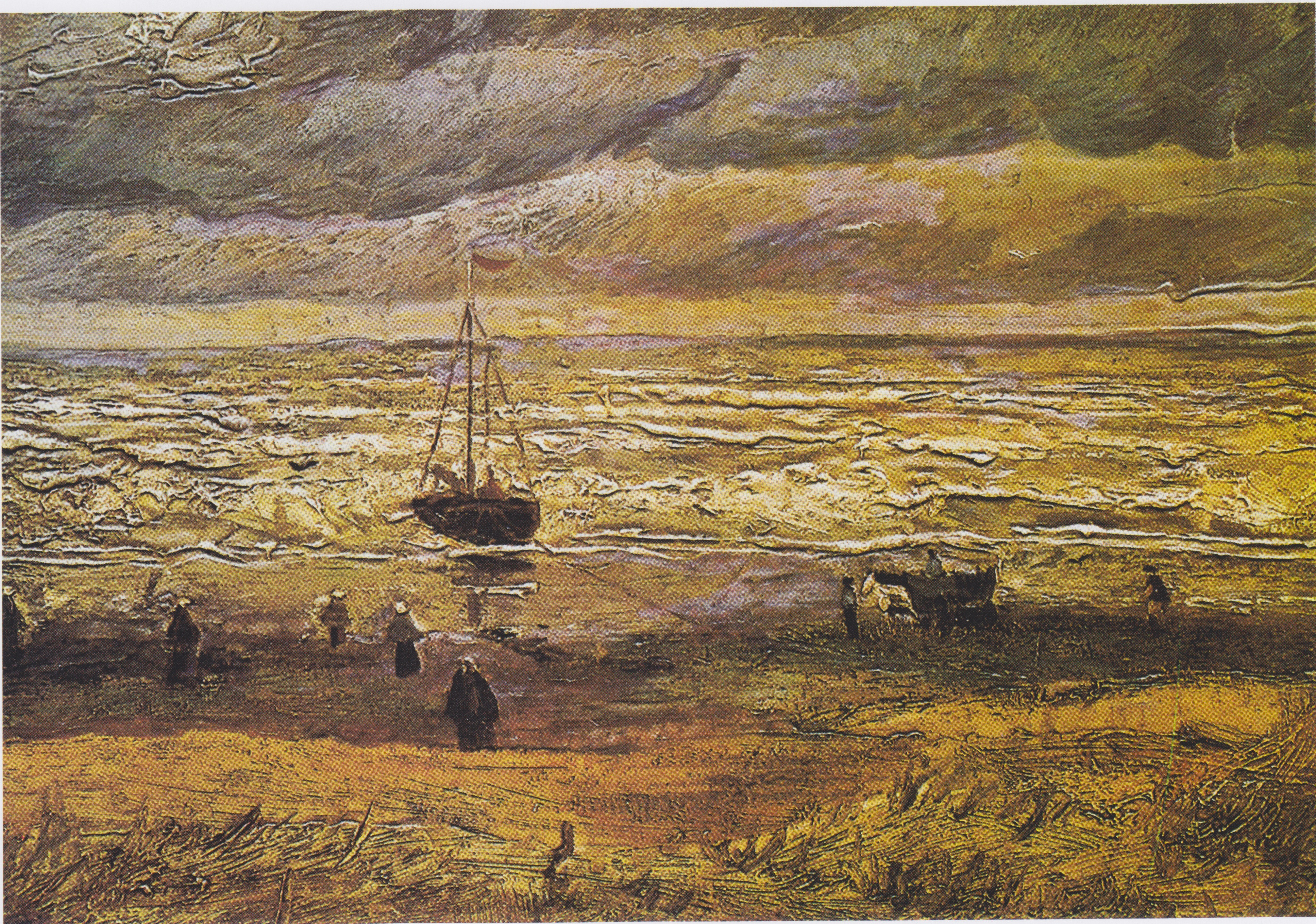
نمایی از دریای اسخیفنینگن ۱۸۸۲ م. موزه ون گوگ
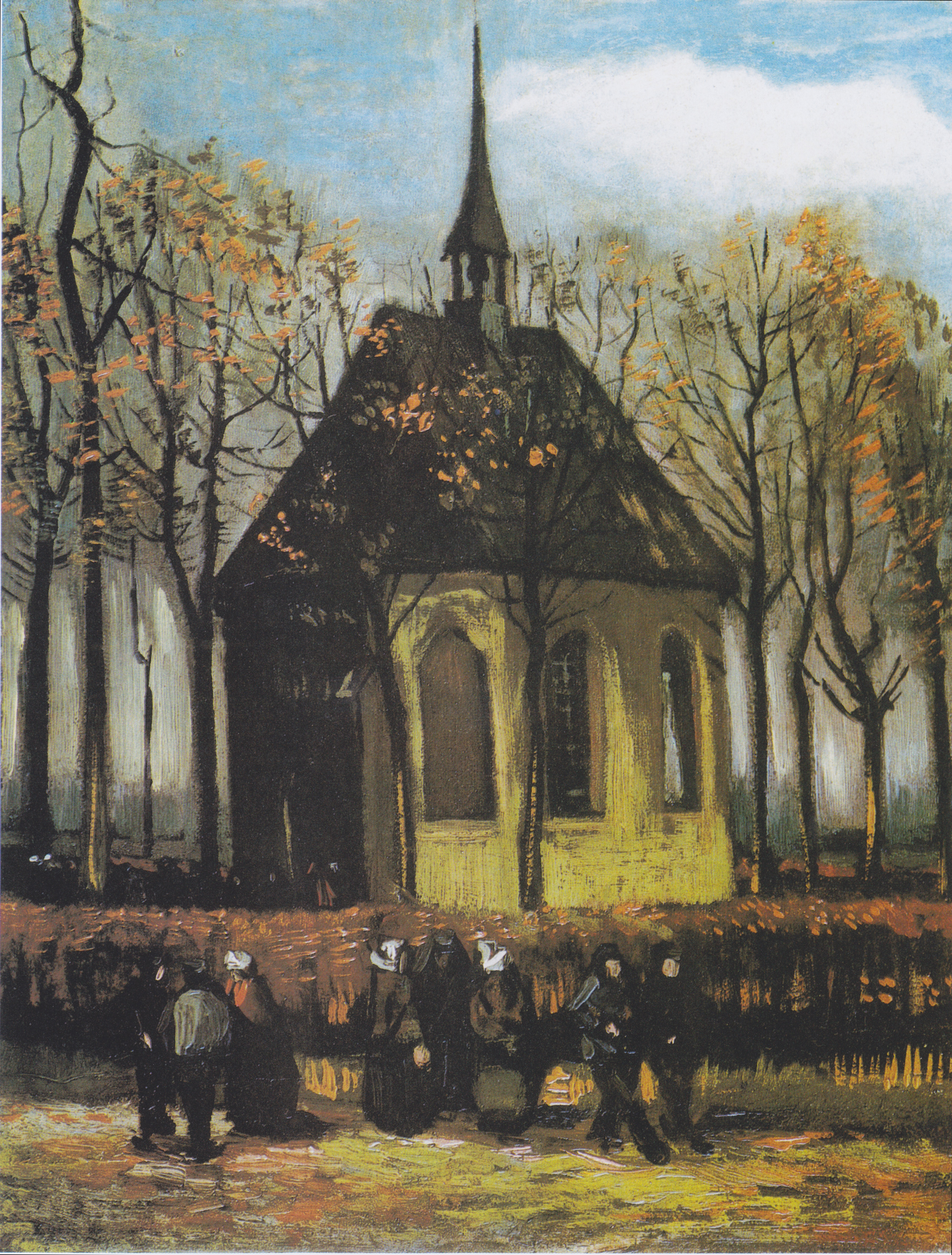
مردم در حال ترک کلیسای اصلاحی نونن ۱۸۸۴ م. موزه ون گوگ
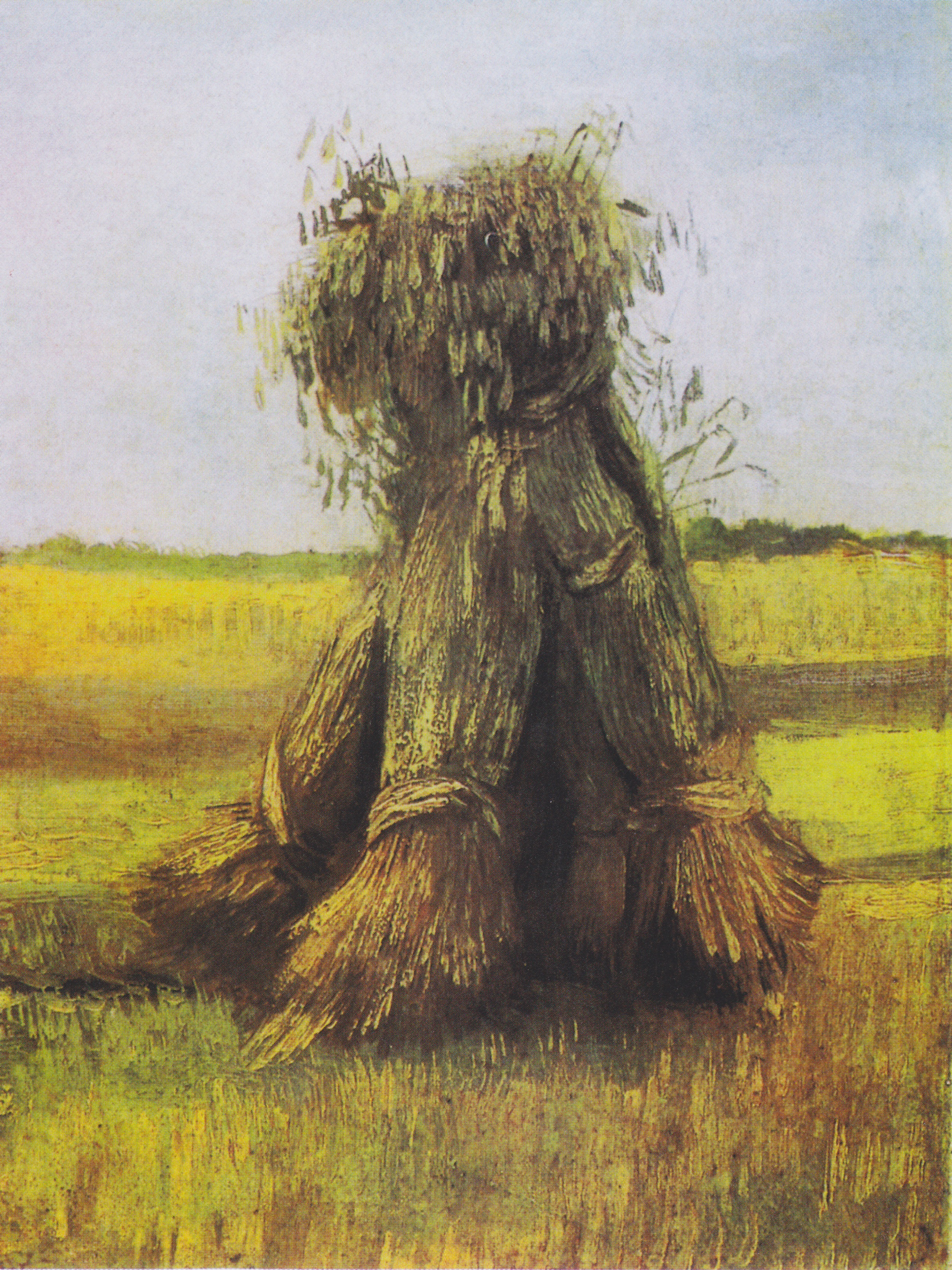
بوتهٔ گندم ۱۸۸۵ م. موزه کرولر-مولر
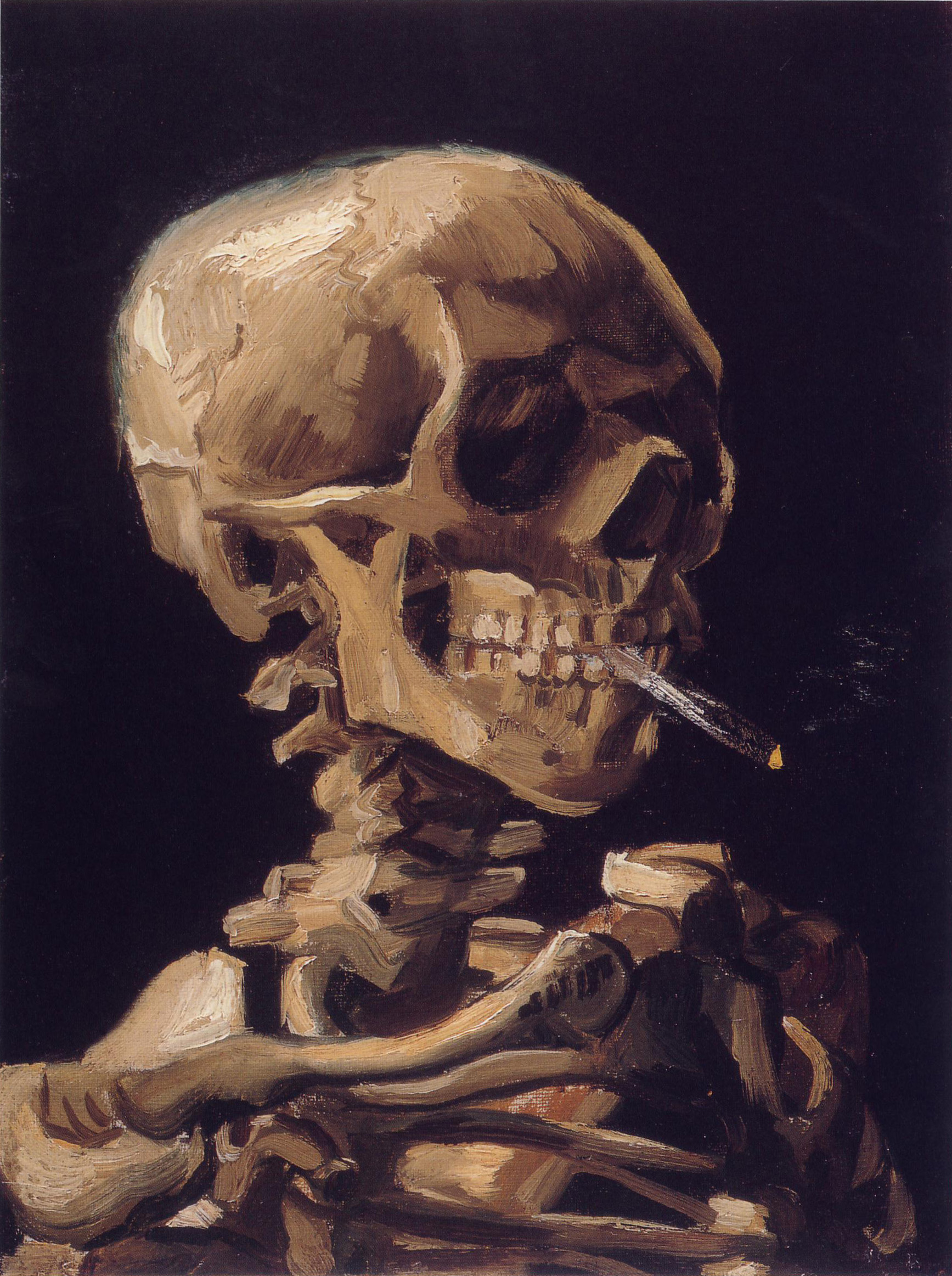
اسکلت با سیگار روشن ۱۸۸۵ م. موزه ون گوگ
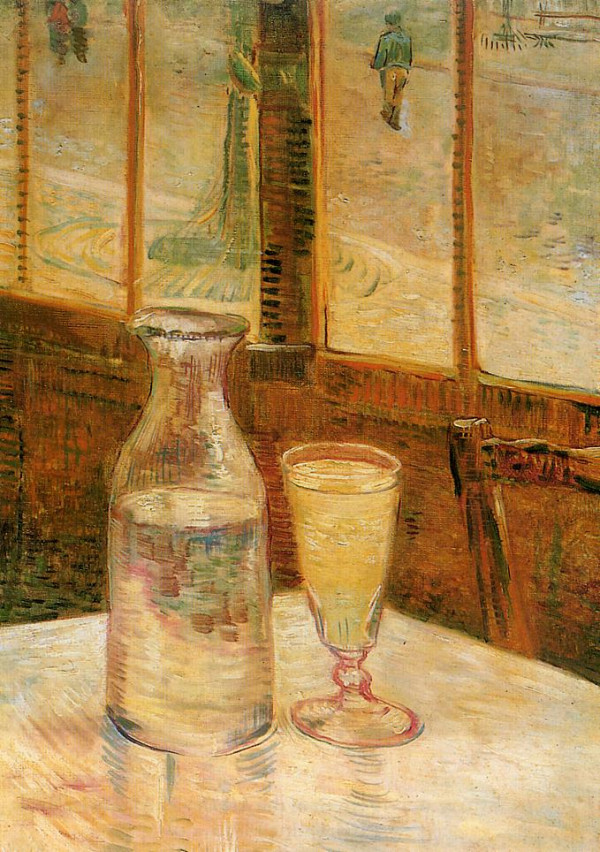
طبیعت بی‌جان با اَبسینت ۱۸۸۷ م. موزه ون گوگ
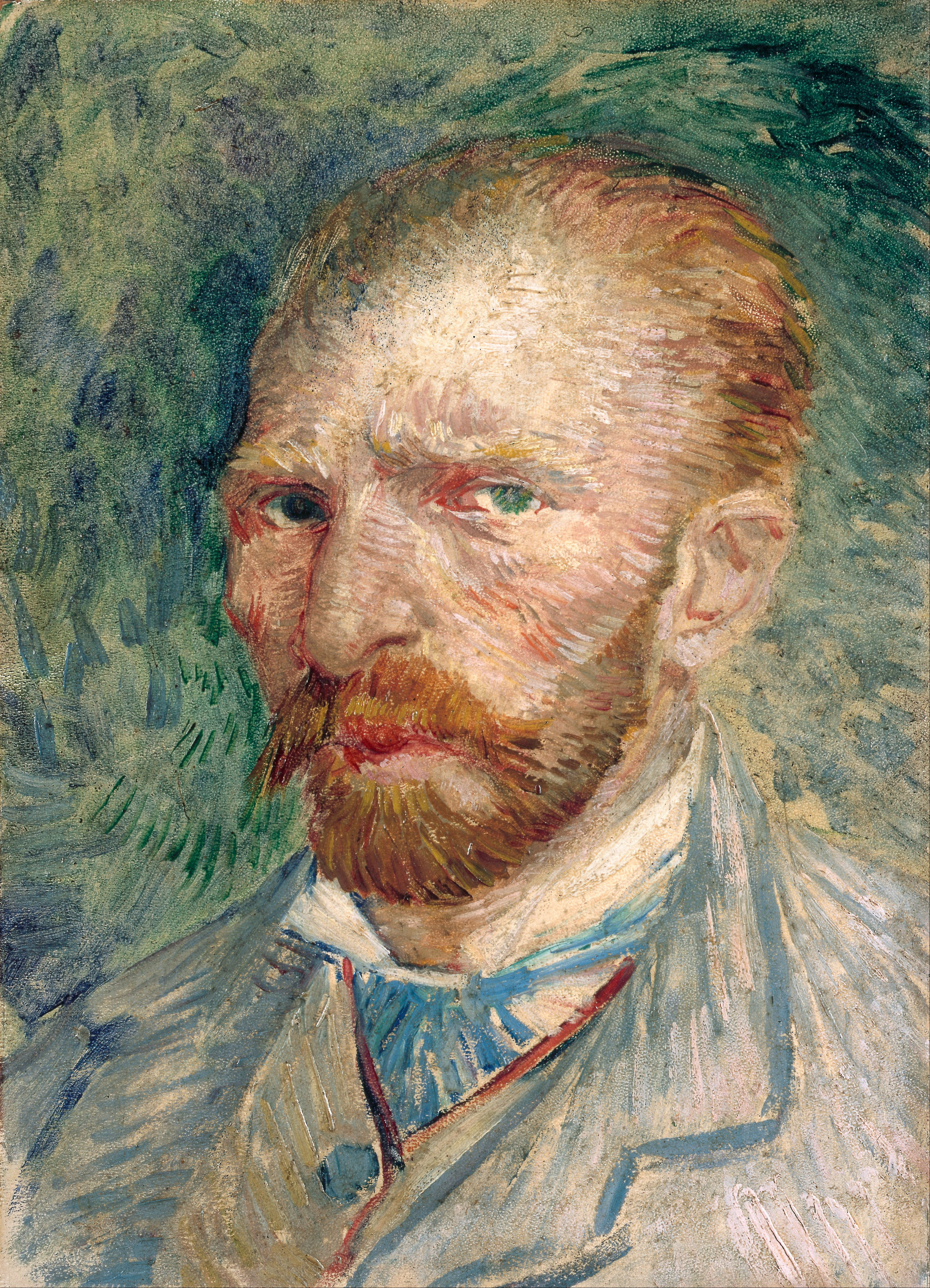
خودنگاره ژوئن ۱۸۸۷ م. موزه کرولر-مولر
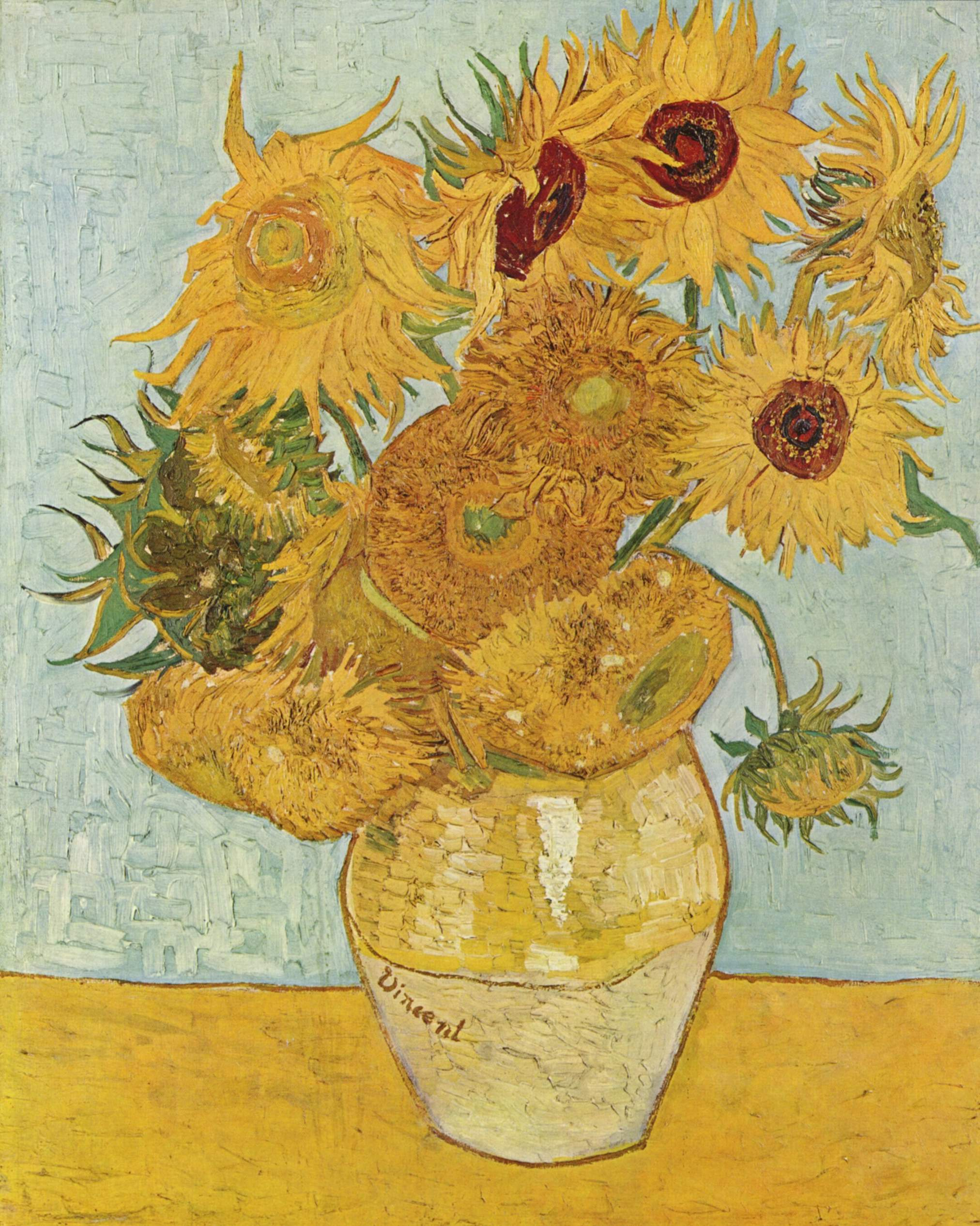
گل‌های آفتابگردان با پس‌زمینه زرد نسخه اول، شماره ۴ اوت ۱۸۸۸ م. نگارخانه ملی لندن
La Mousmé ۱۸۸۸ م. نگارخانه ملی هنر آمریکا
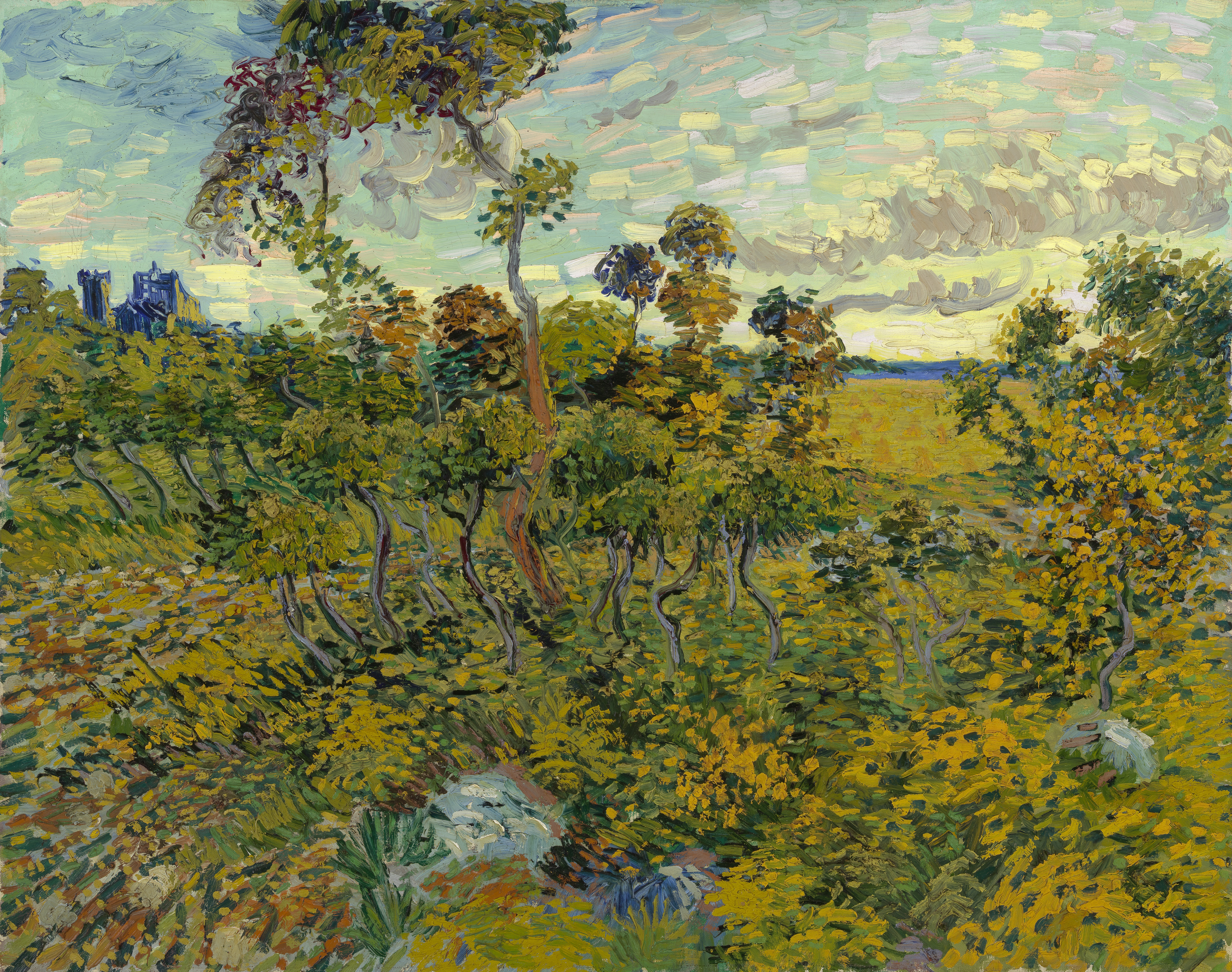
غروب در مونت ماژور ۱۸۸۸ م. مجموعهٔ خصوصی
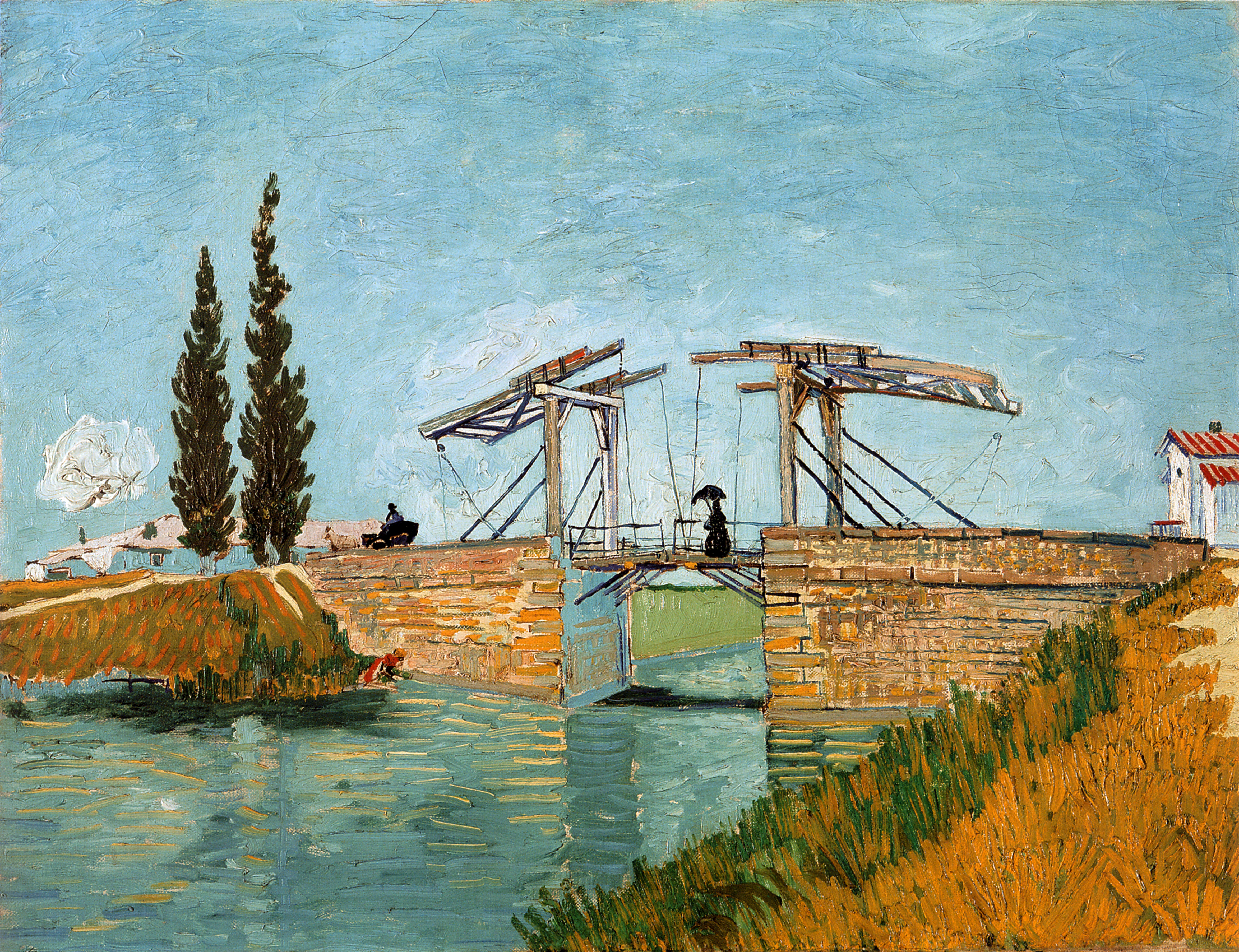
پُلی در آرل ۱۸۸۸ م. موزهٔ Wallraf-Richartz
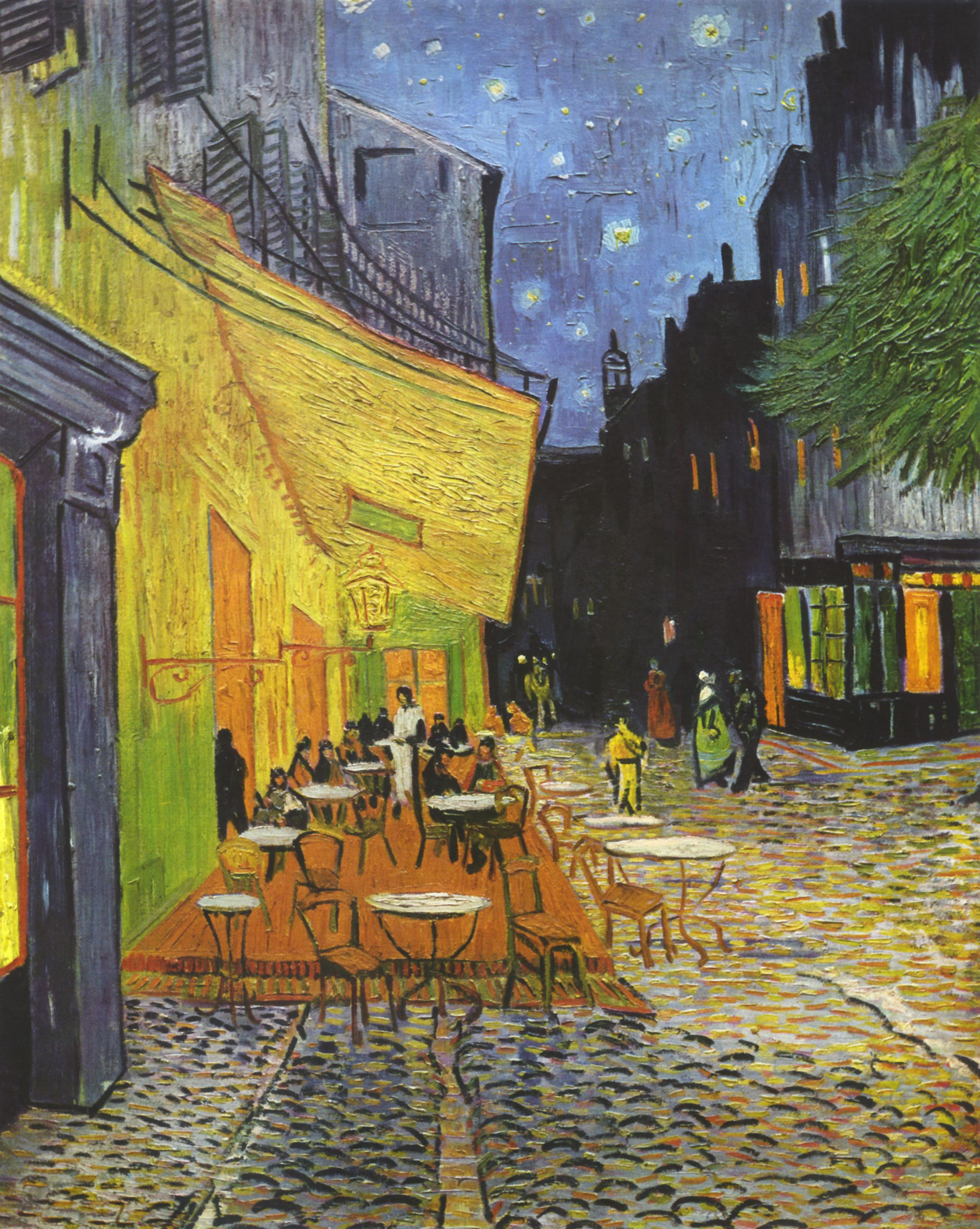
تراس کافه در شب ۱۸۸۸ م. موزه کرولر-مولر
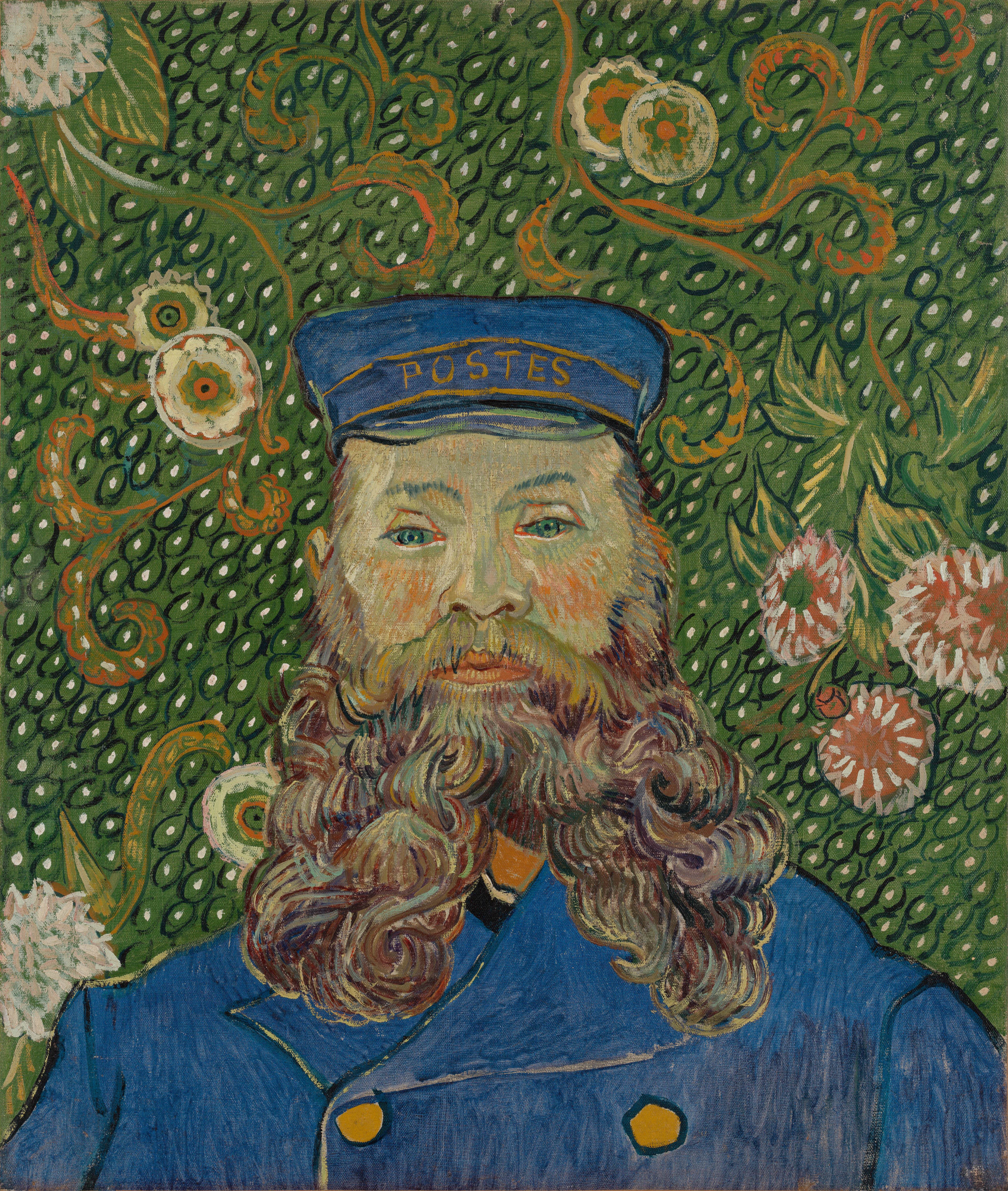
پُرترهٔ ژوزف رولین ۱۸۸۹ م. موزه هنر مدرن
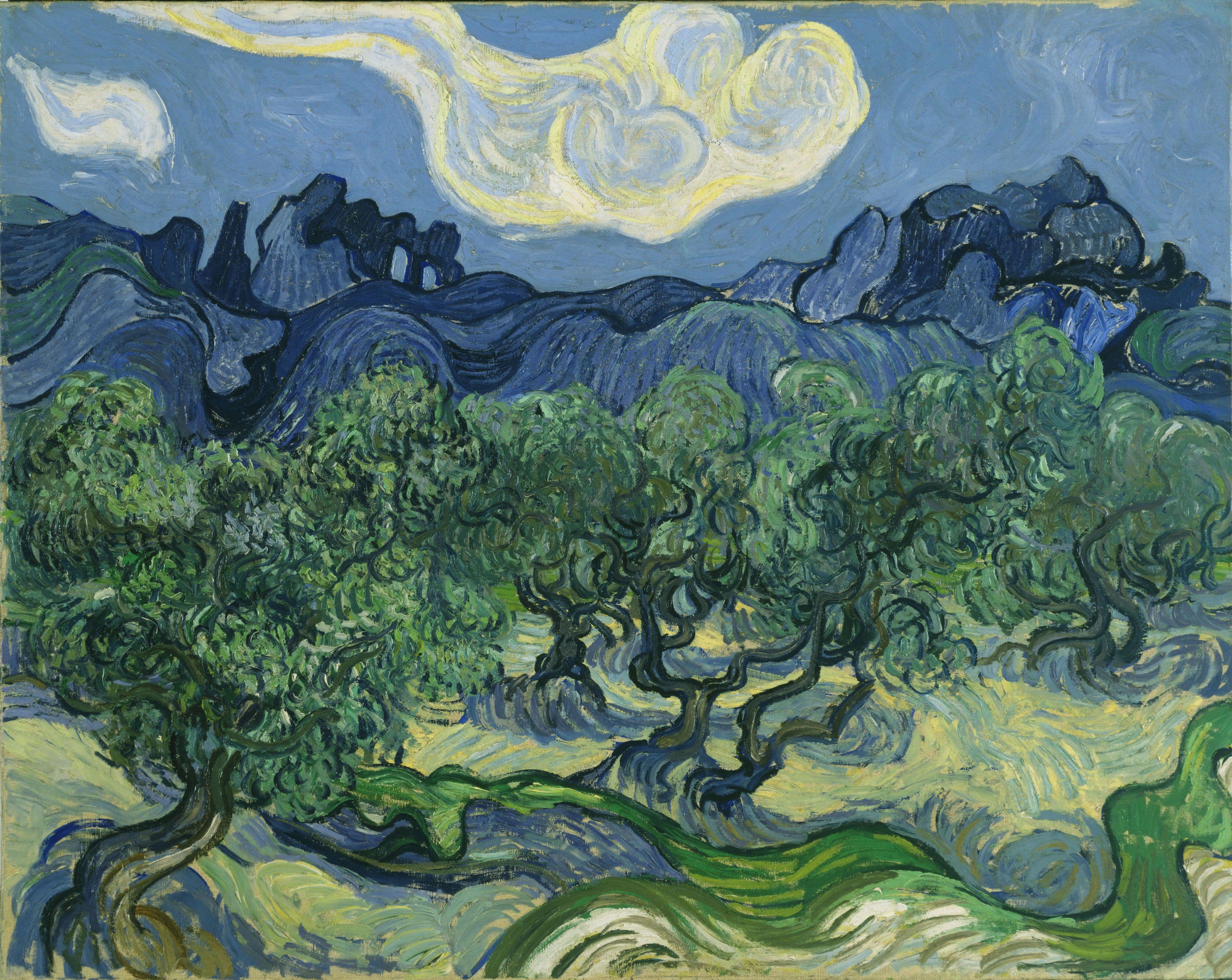
درختان زیتون ۱۸۸۹ م. موزه هنر مدرن
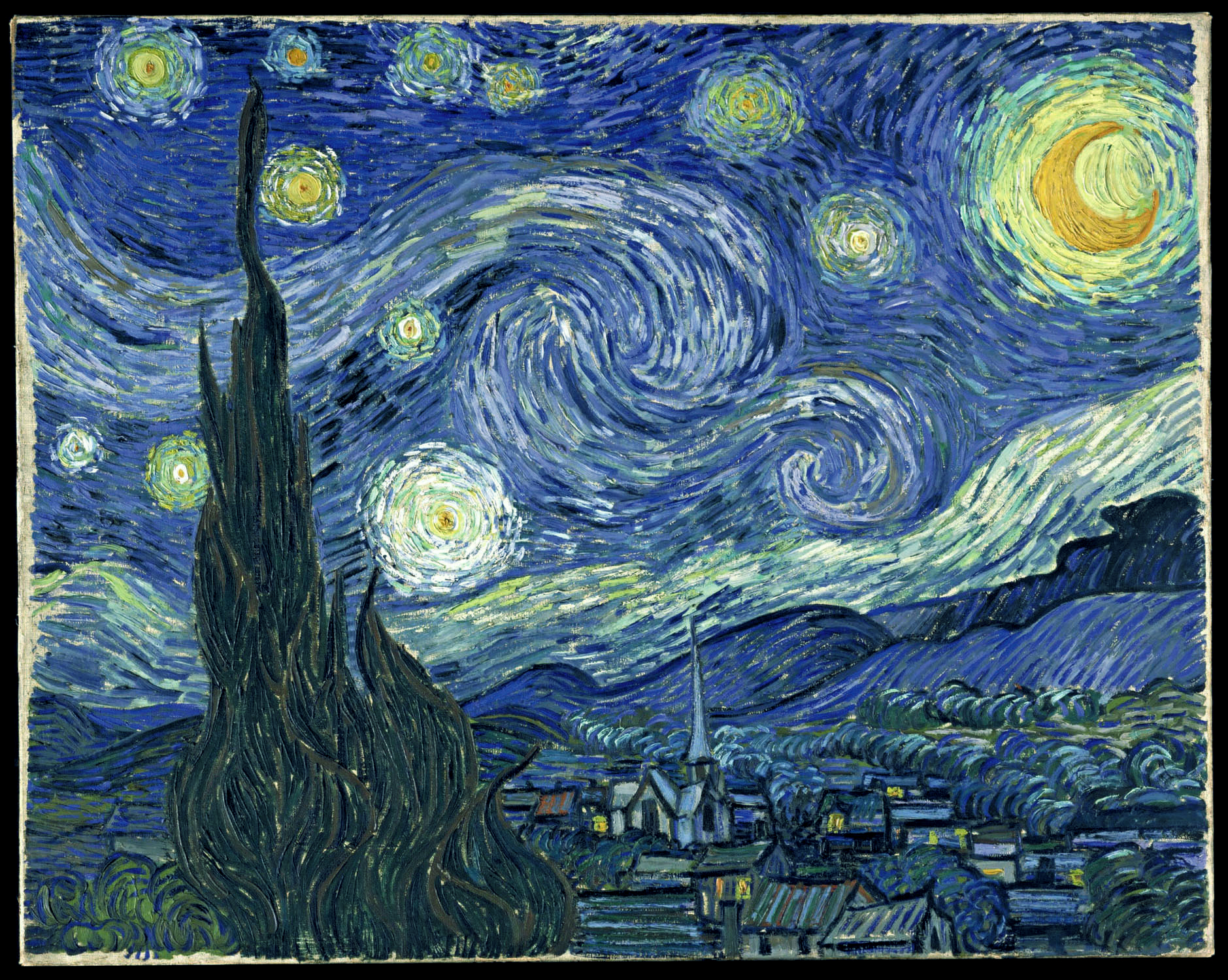
شب پر ستاره ۱۸۸۹ م. موزه هنر مدرن
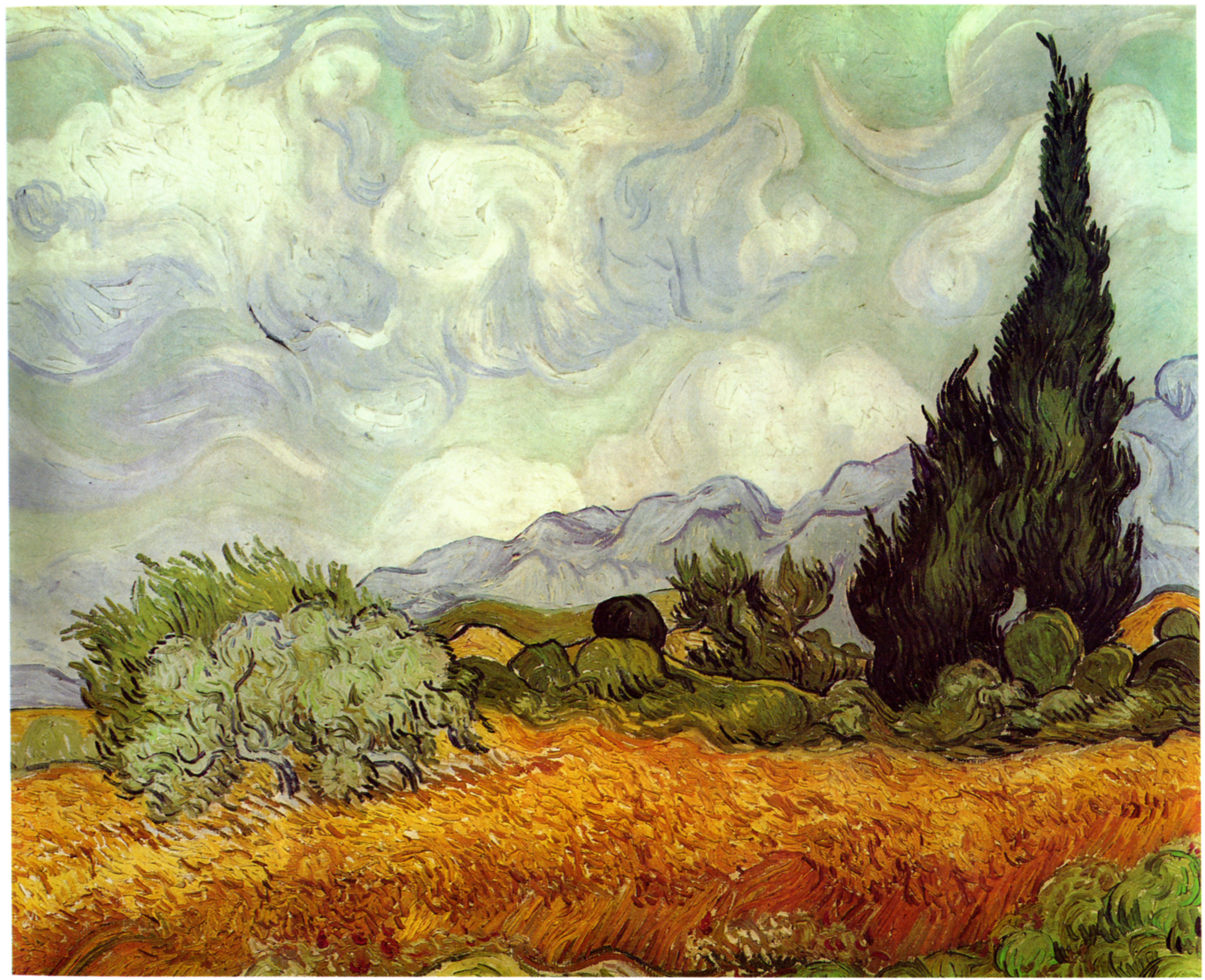
مزرعه ذرت با سروها ۱۸۸۹ م. نگارخانه ملی لندن
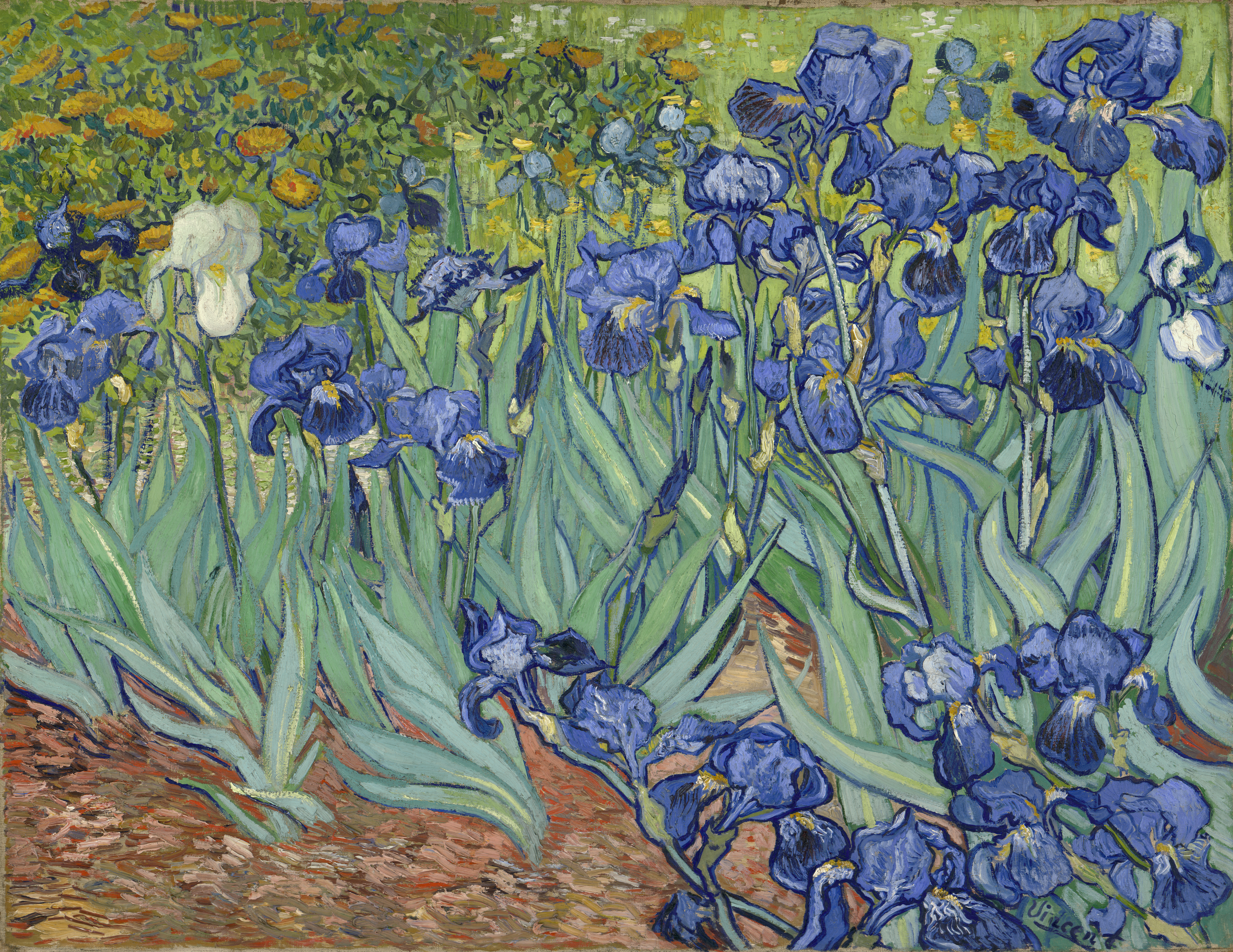
گُل‌های زنبق مه ۱۸۸۹ م. مرکز گتی
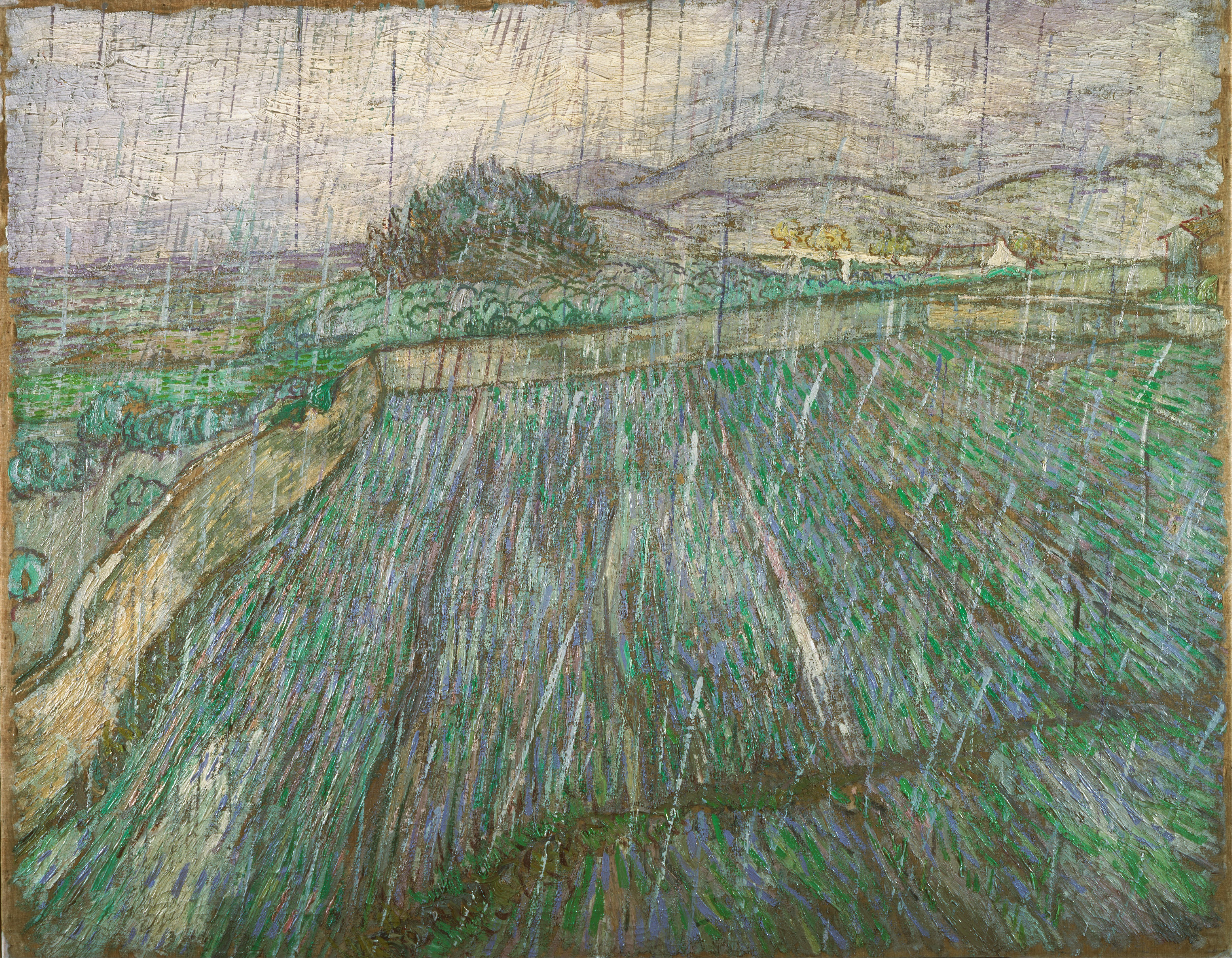
مزرعهٔ گندم حین باران ۱۸۸۹ م. موزه هنر فیلادلفیا
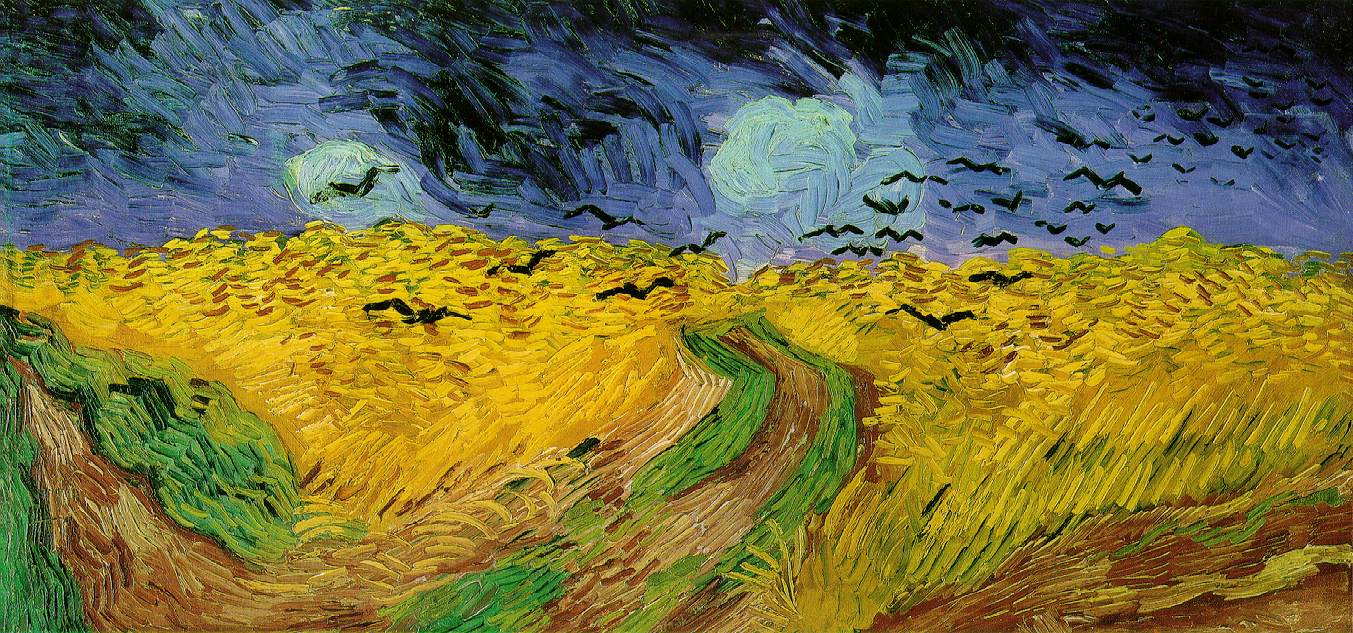
گندم‌زار با کلاغ‌ها ۱۸۹۰ م. موزه ون گوگ
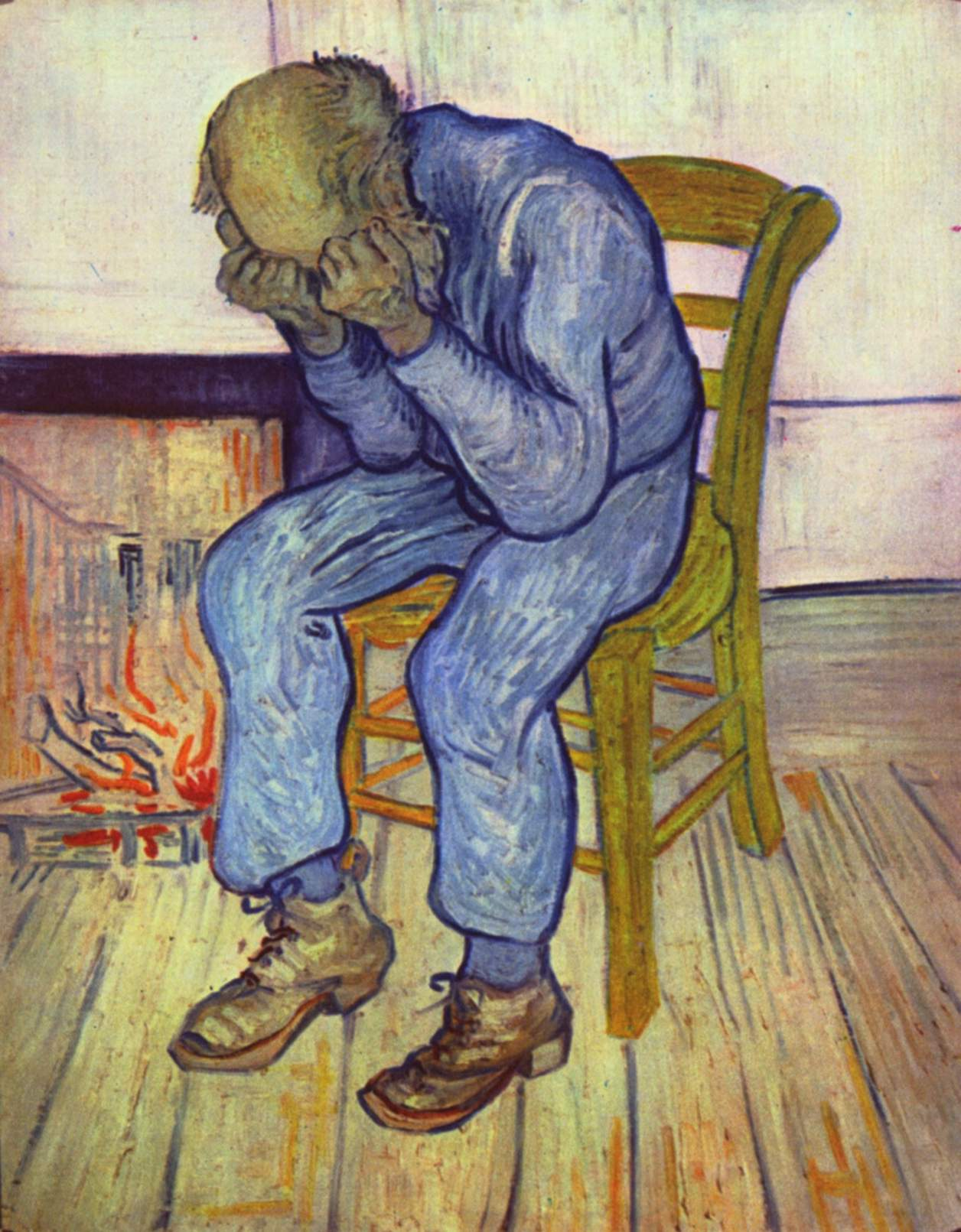
بر دروازه ابدیت ۱۸۹۰ م. موزه کرولر-مولر
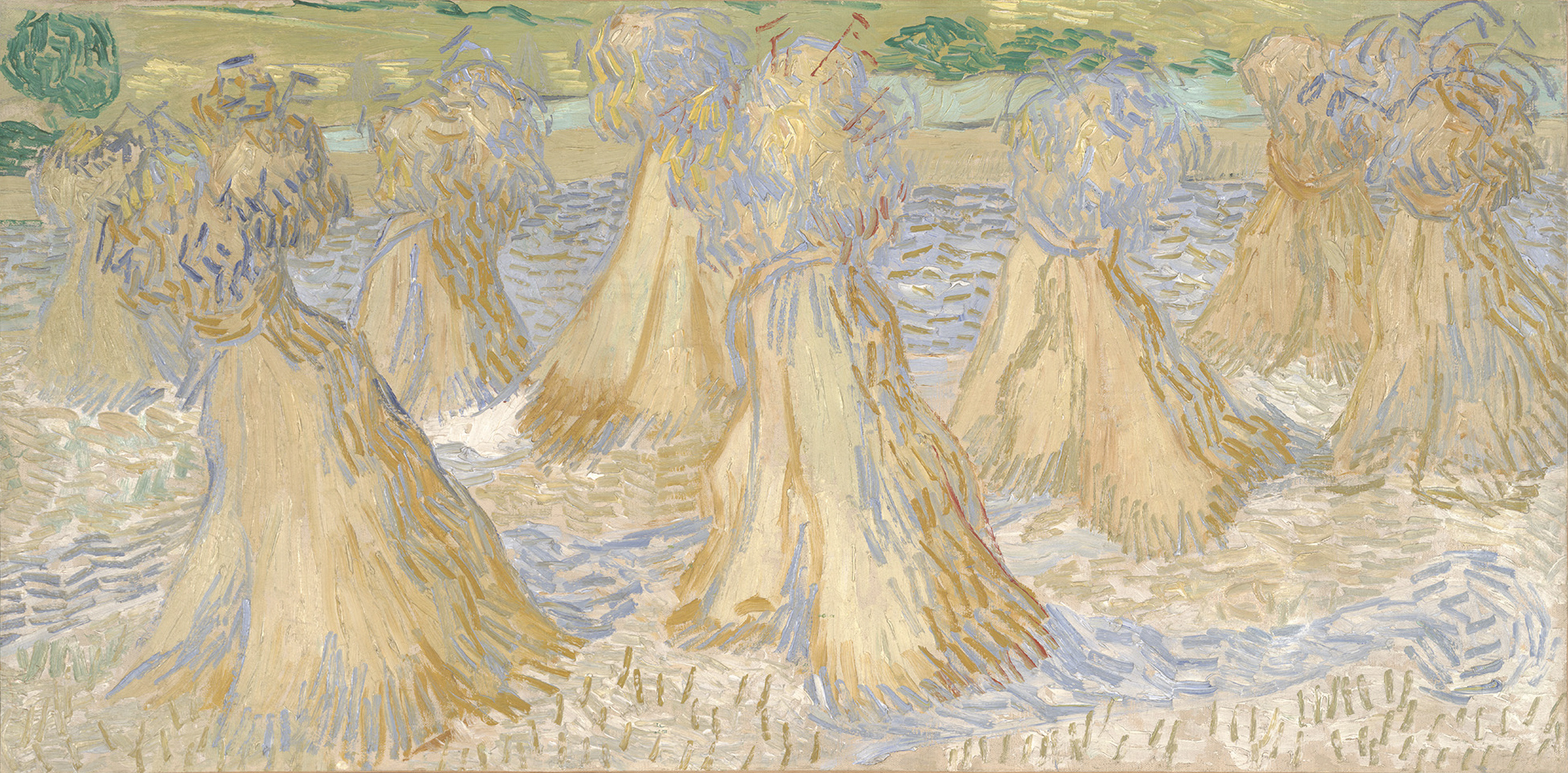
تپه‌های گندم ۱۸۹۰ م. موزه هنر دالاس
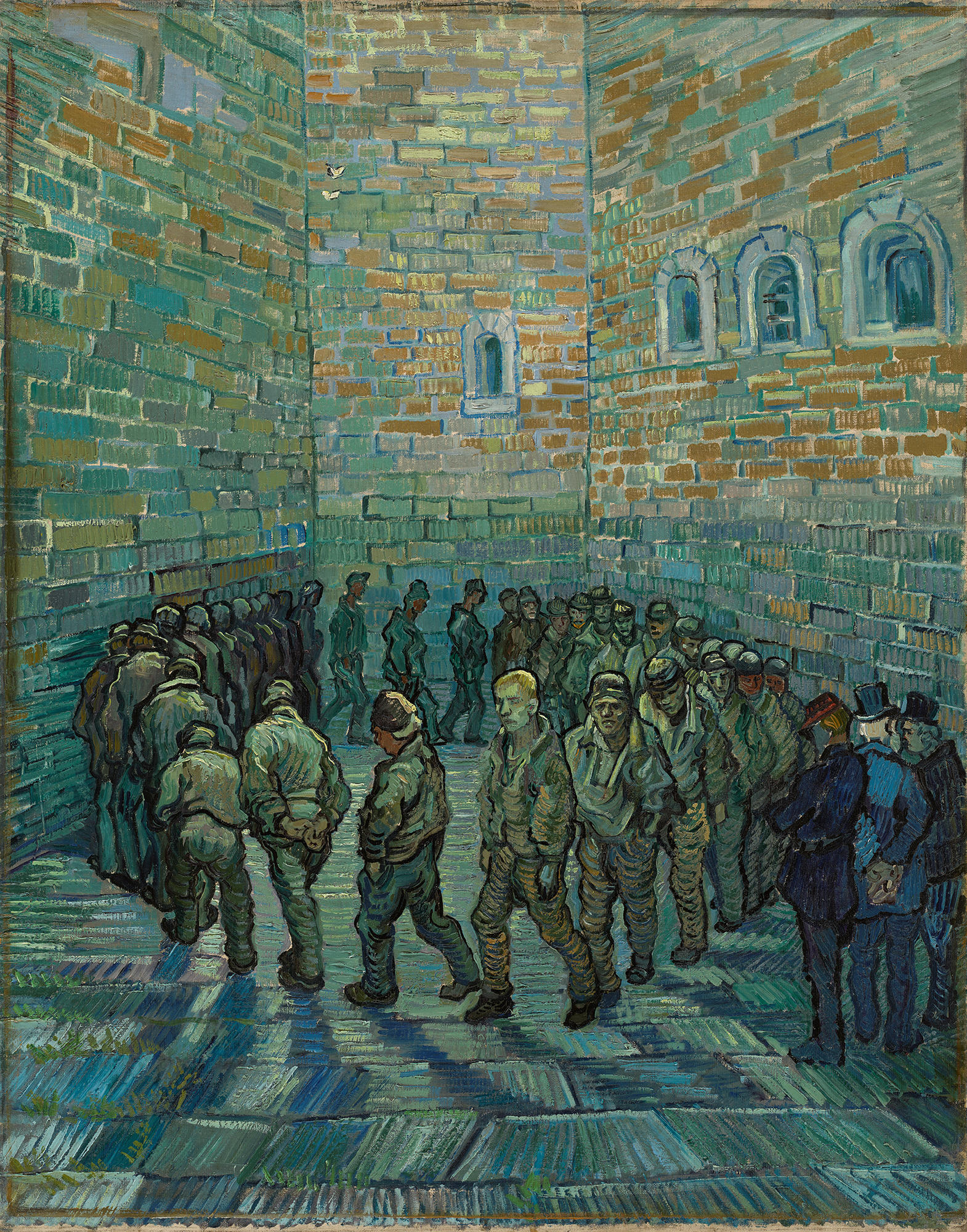
گردش زندانی‌ها، ۱۸۹۰ م. موزه پوشکین
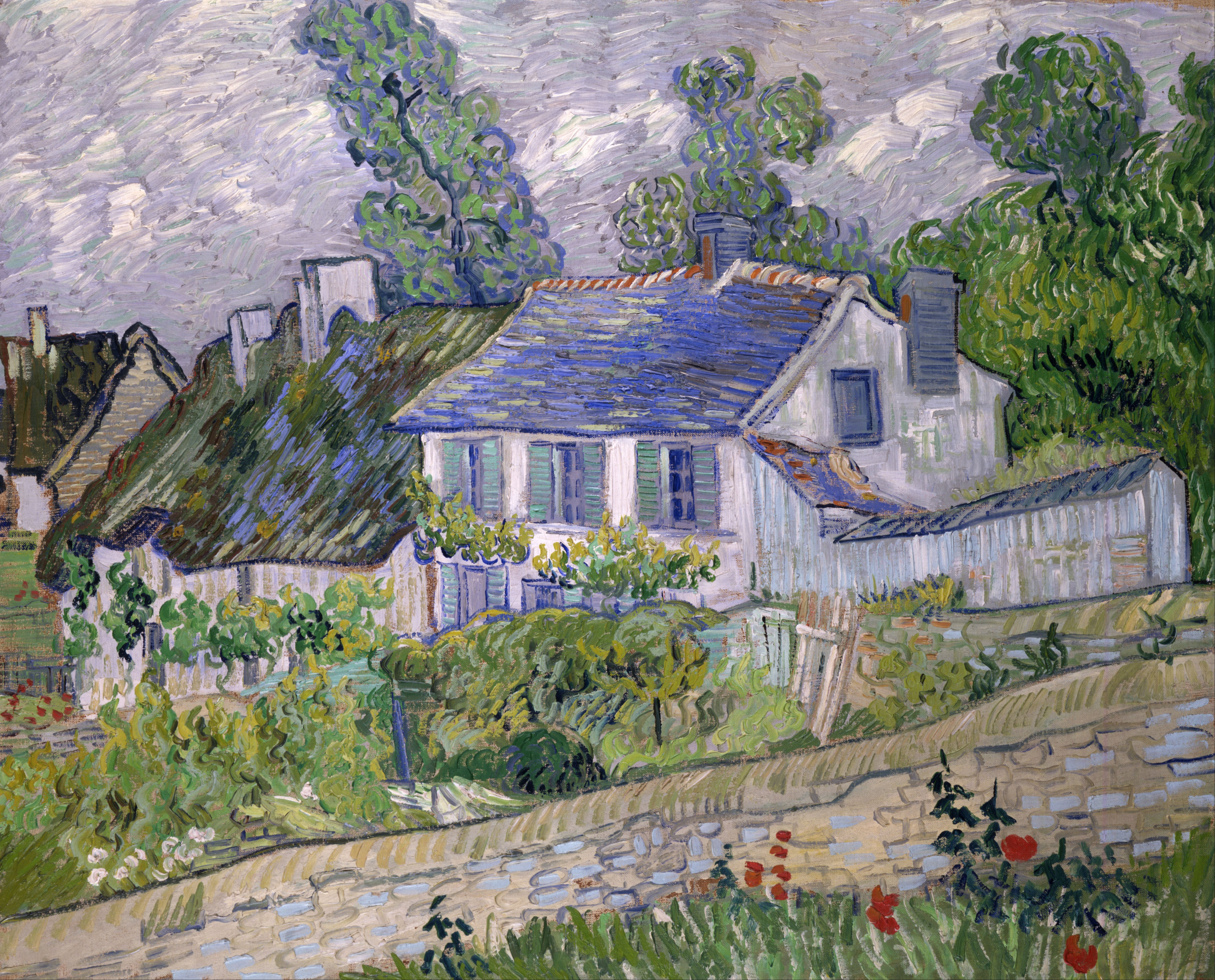
خانه‌ای در اَور ژوئن ۱۸۹۰ م. موزه هنر تولیدو
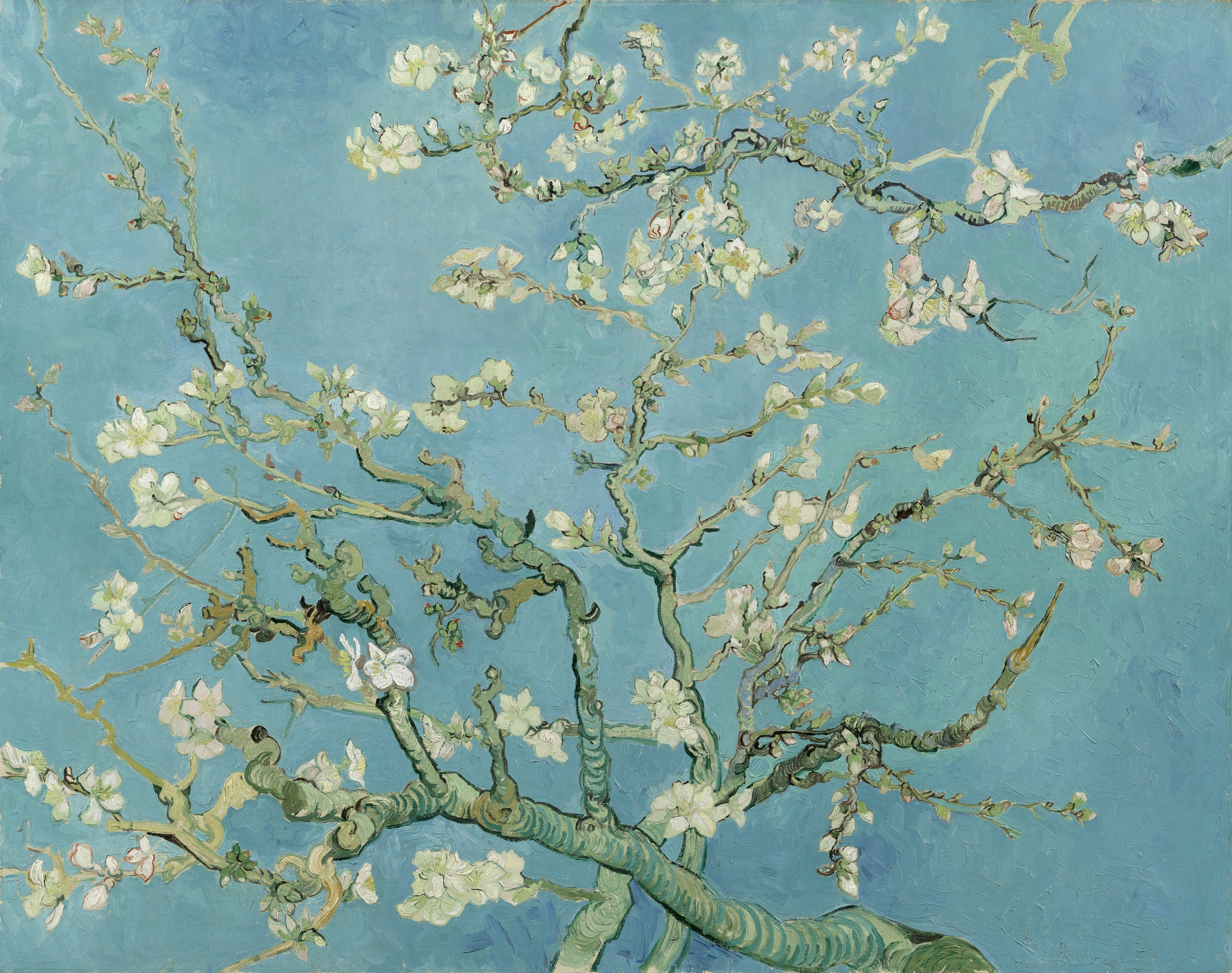
شکوفه‌های بادام ۱۸۹۰ م. موزه ون گوگ
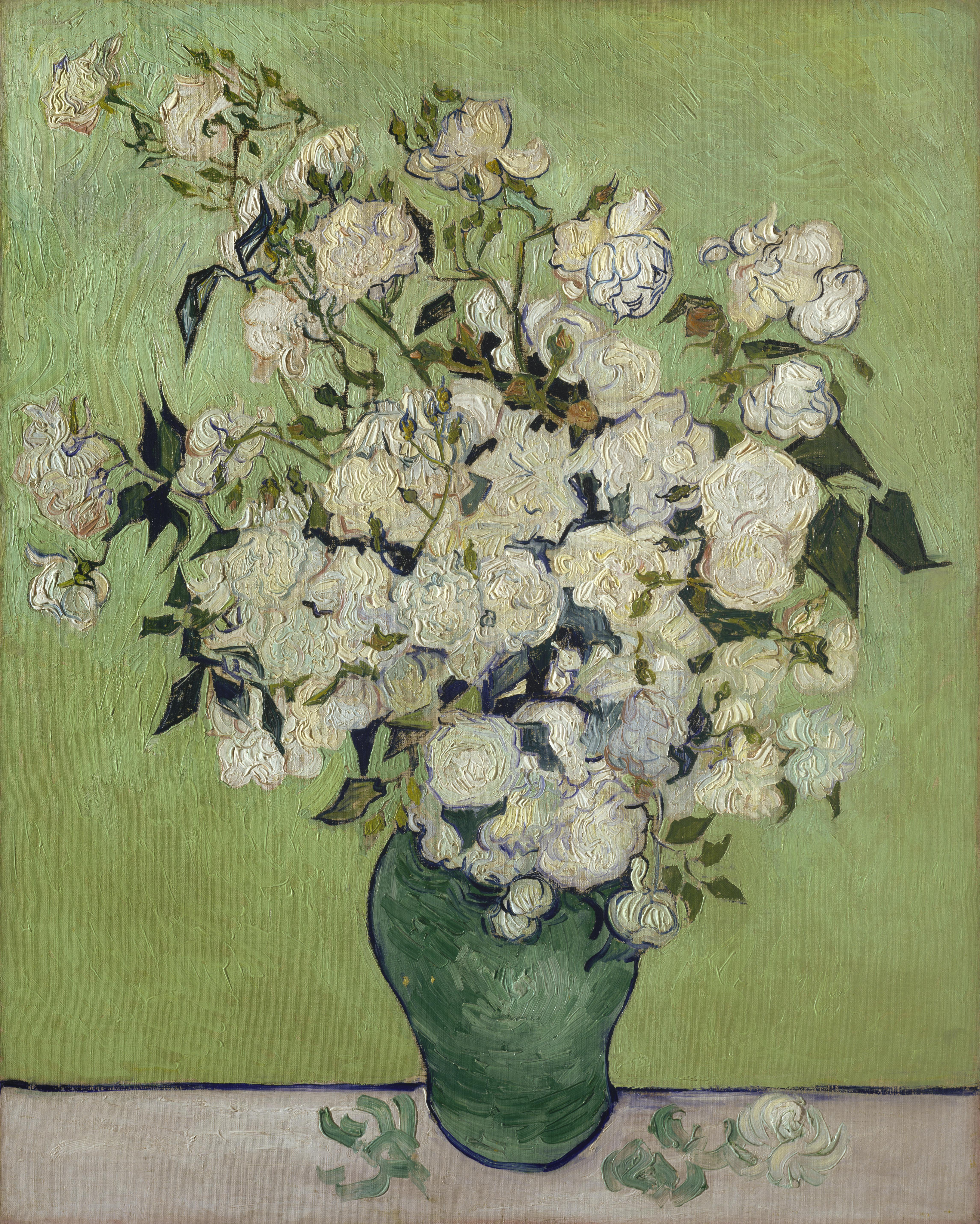
گلدان رُزها ۱۸۹۰ م. موزه متروپولیتن نیویورک
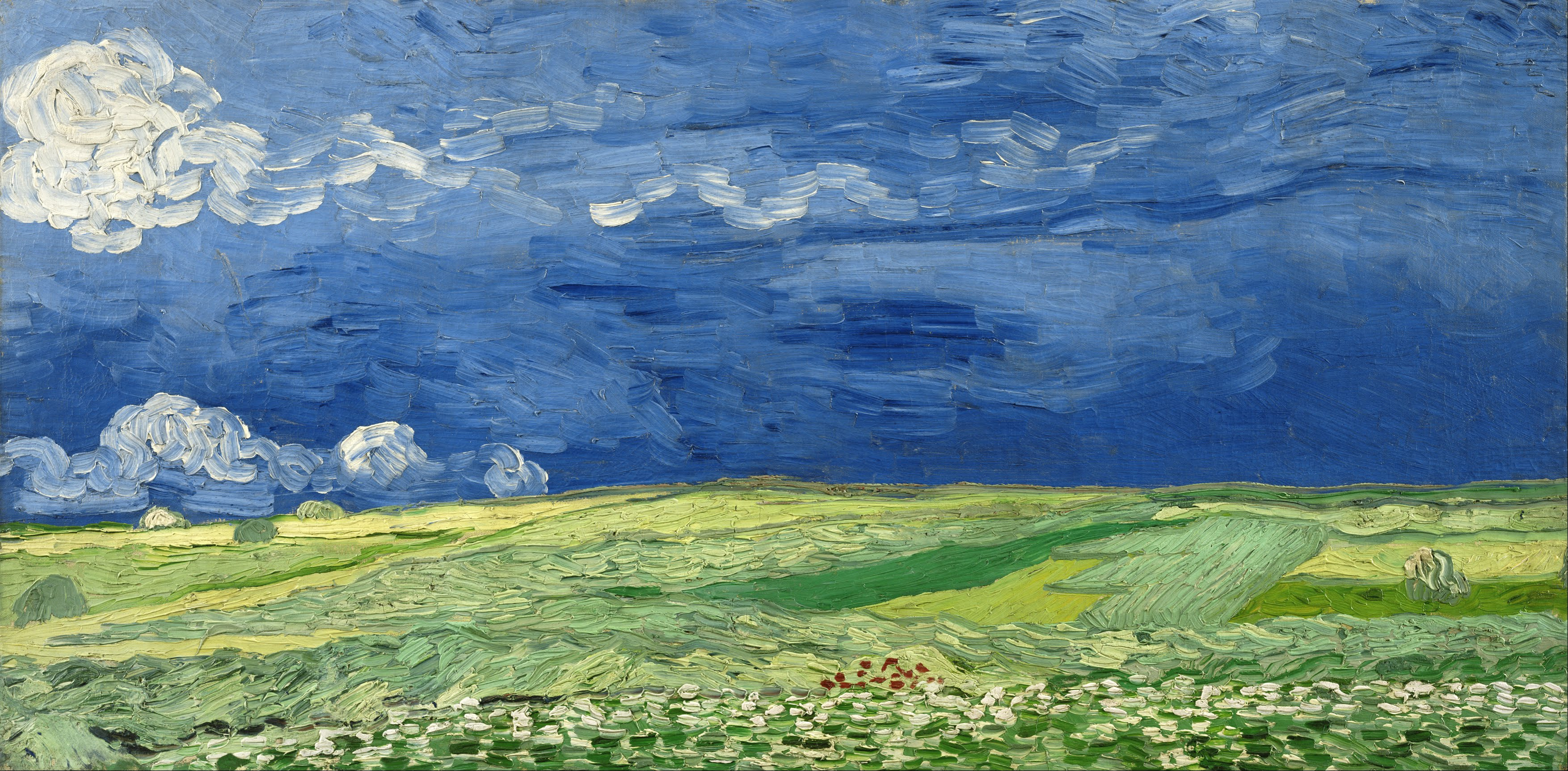
گندم زیر رعد و برق ۱۸۹۰ م. موزه ون گوگ
خانهٔ سفید در شب ۱۸۹۰ م. موزه ارمیتاژ
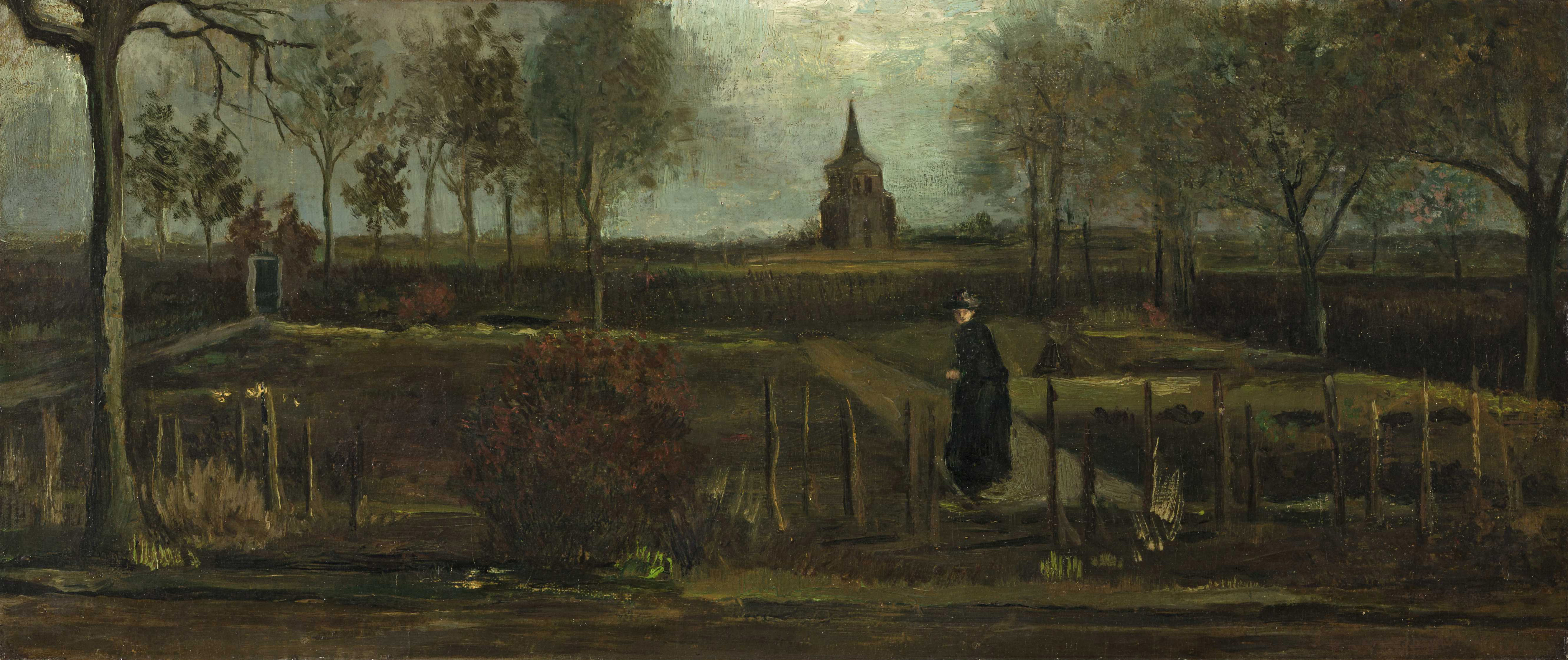
باغ پارسوناژ نوینن در بهار

## نکته‌ها
1. ↑  تلفظ فرانسوی
2. ↑  تلفظ van Gogh در هر دو زبان هلندی و انگلیسی و لهجه‌های آن‌ها متغیر است